# Prinses Irene Brigade

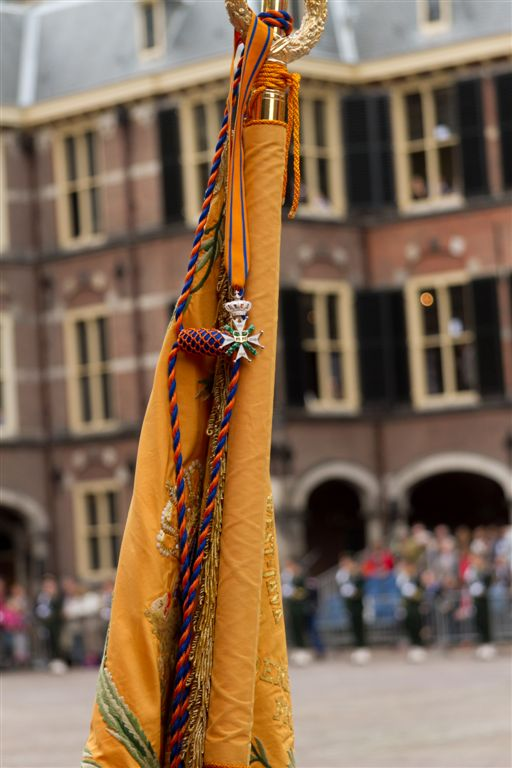
Militaire Willemsorde aan het vaandel

De Koninklijke Nederlandse Brigade 'Prinses Irene' (PIB) was een Nederlands legeronderdeel dat voortkwam uit Nederlandse troepen die in mei 1940 naar Engeland konden ontkomen en verder bestond uit Engelandvaarders en Nederlanders uit het buitenland die bij de Brigade hun dienstplicht vervulden of zich vrijwillig bij de Brigade meldden.

## Voortraject
In mei 1940 vielen troepen van Nazi-Duitsland Nederland binnen. De strijd was kort maar heftig. Een deel van de Nederlandse militairen lukte het om uit handen van de vijand te blijven. Via Duinkerken en Brest maakten de militairen de overtocht naar Engeland waar ze in juni 1940 aankwamen. De groep bestond uit 1460 militairen afkomstig van diverse onderdelen. De grootste groep bestond uit een brigade Koninklijke Marechaussee, aangevuld met Politietroepen. Ze werden aangeduid als het "Detachement Koninklijke Nederlandse Troepen in Groot-Brittannië", en werden ondergebracht in Porthcawl, Wales.
Behalve deze militairen kwamen ook andere Nederlanders naar Engeland om hun land te helpen bevrijden. Velen waren Engelandvaarder, zij waren uit bezet gebied vertrokken en kwamen soms dagen maar ook soms vele maanden later in Engeland aan. Sommigen werden ingedeeld bij de RAF en vertrokken om een vliegopleiding te volgen. Anderen werden ingedeeld bij de Nr 2 Dutch Troop en kregen een commando-opleiding in Schotland. Weer anderen werden kanonnier op de koopvaardij of geheim agent.

## 1941-1944
Op 11 januari 1941 werd in Congleton, Engeland, de Koninklijke Nederlandse Brigade officieel opgericht. Aan deze brigade werd door koningin Wilhelmina op 27 augustus 1941 het vaandel uitgereikt en vanaf dat moment werd de naam Prinses Irene Brigade gebruikt.
In mei en juni 1941 kreeg de brigade een eigen kamp in Wolverhampton op het landgoed van Lord Wrottesley. Het was een complex van moderne gebouwen waar de Irene Brigade tot het einde van de oorlog gebruik van maakte. Het kamp is tot enkele jaren na de oorlog in gebruik gebleven, voornamelijk voor de opleiding van Nederlandse troepen met bestemming Nederlands-Indië. Daarna werd het gesloopt en werd de grond teruggegeven aan Lord Wrottesley. De sterkte van de Brigade schommelde tussen de 1200 en 3500 man.
In september 1941 werd generaal-majoor David van Voorst Evekink commandant van de Irene Brigade. Hij wilde de Brigade naar Indië sturen, waarin koningin Wilhelmina en prins Bernhard hem steunden. Hij ging erheen met een compagnie vrijwilligers, en het commando van de Brigade werd overgenomen door kolonel A.C. de Ruyter van Steveninck. Toen Van Voorst terugkwam werd hij Hoofd van een nieuw Bureau van Oorlog; het bureau Organisatie Generale Staf.

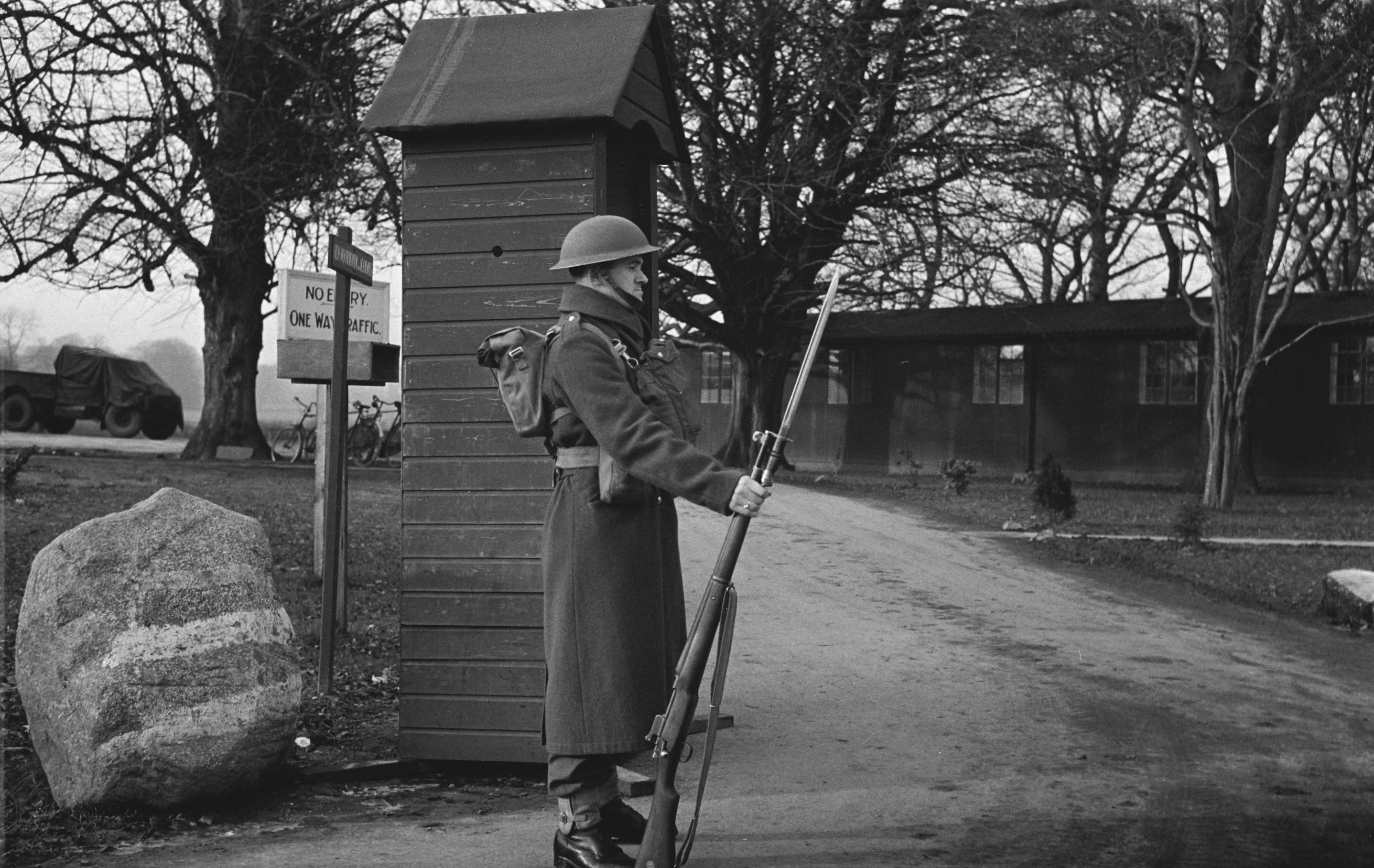
Glimp van het kamp in Wolverhampton
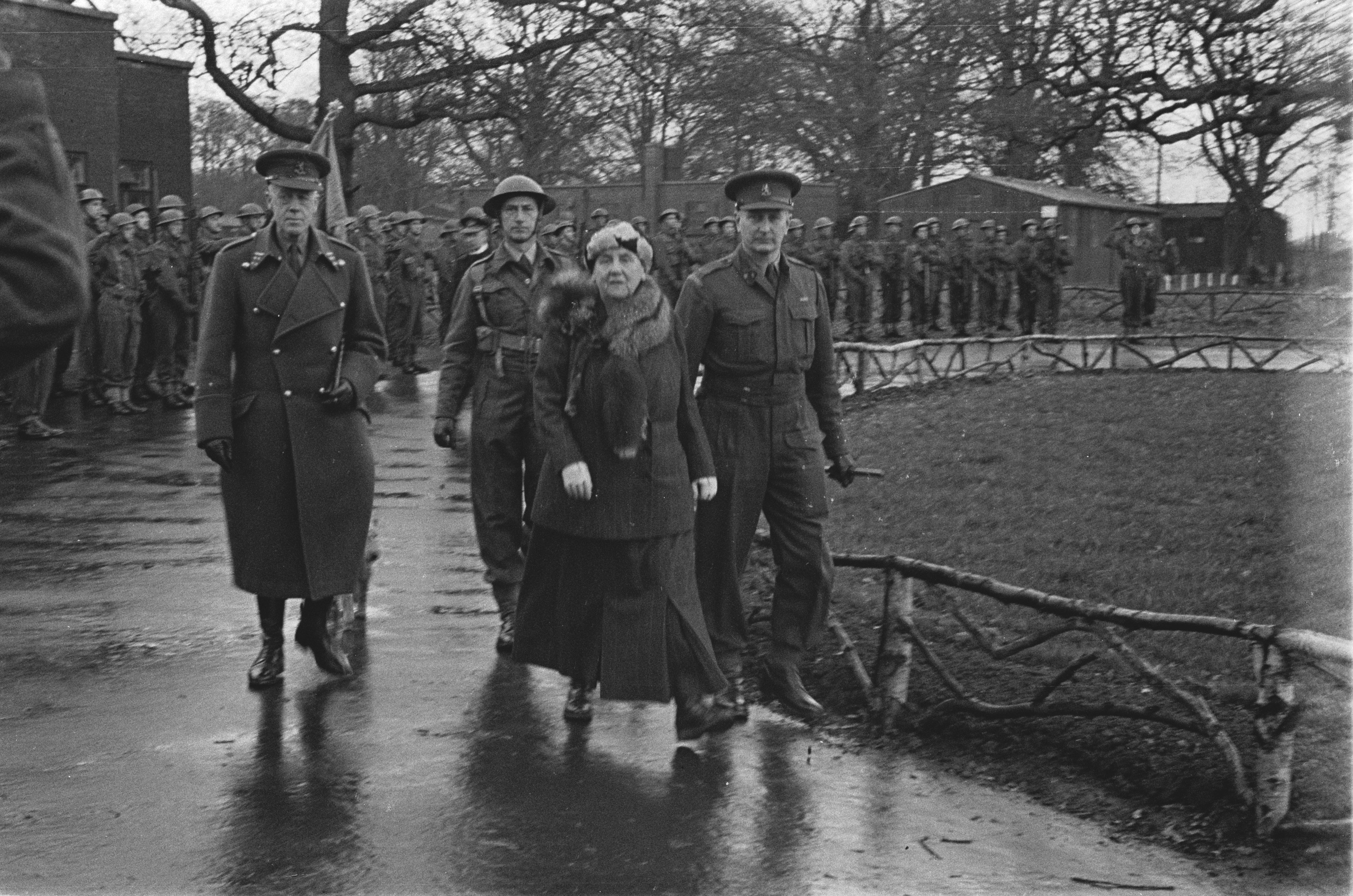
Bezoek Koningin Wilhelmina (1942)
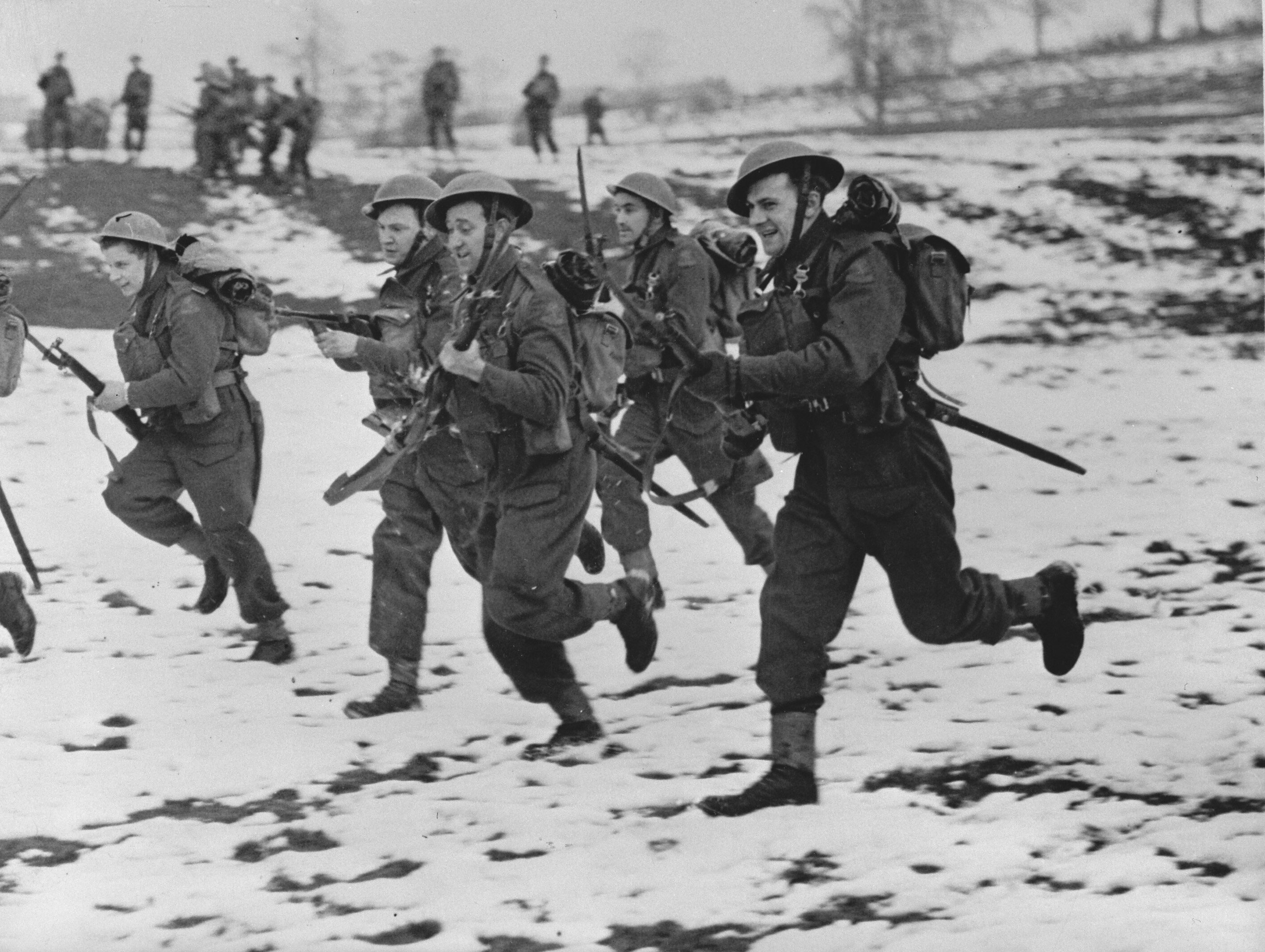
Oefening in de sneeuw
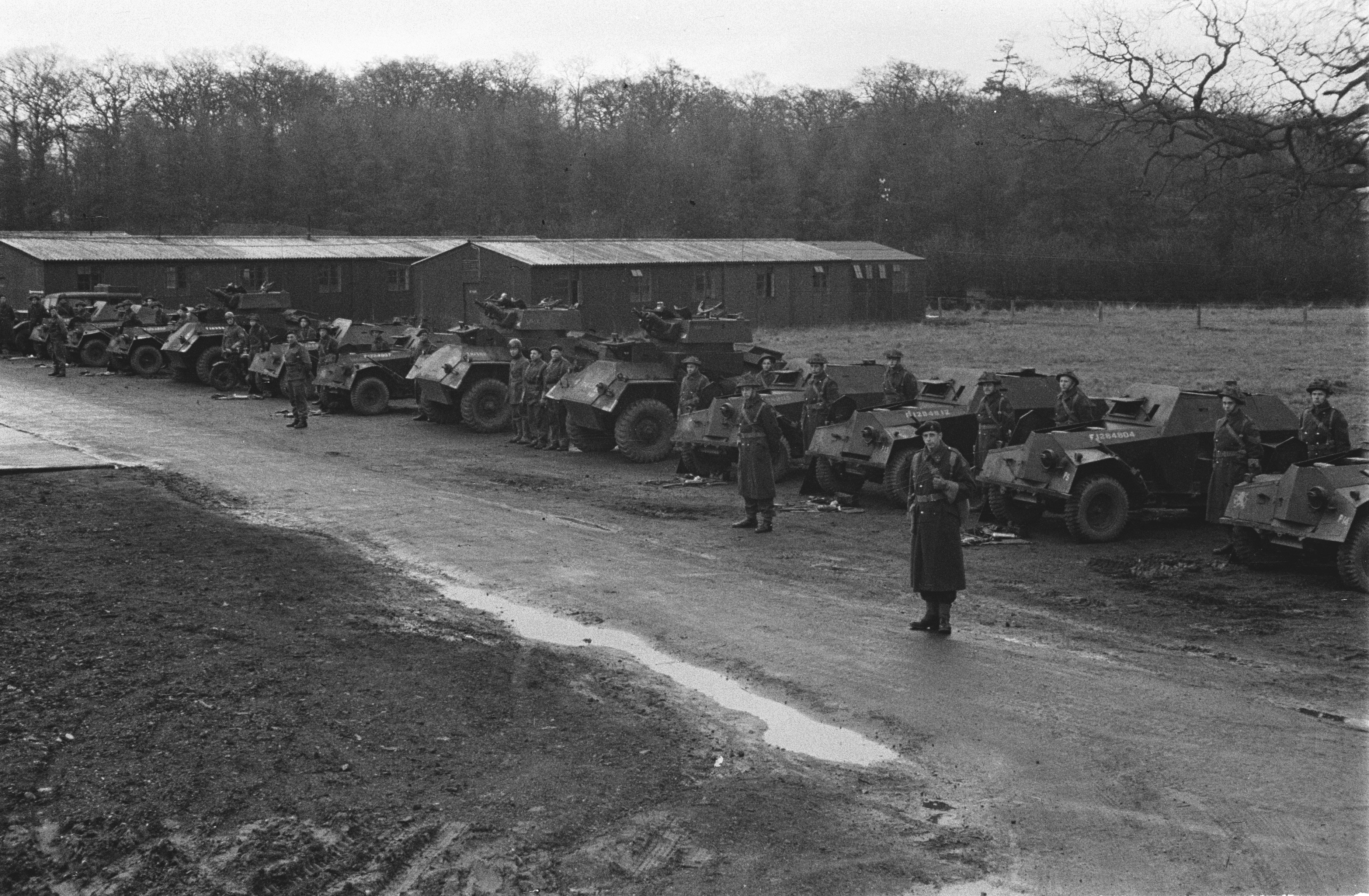
Pantsereenheid (juli 1943)
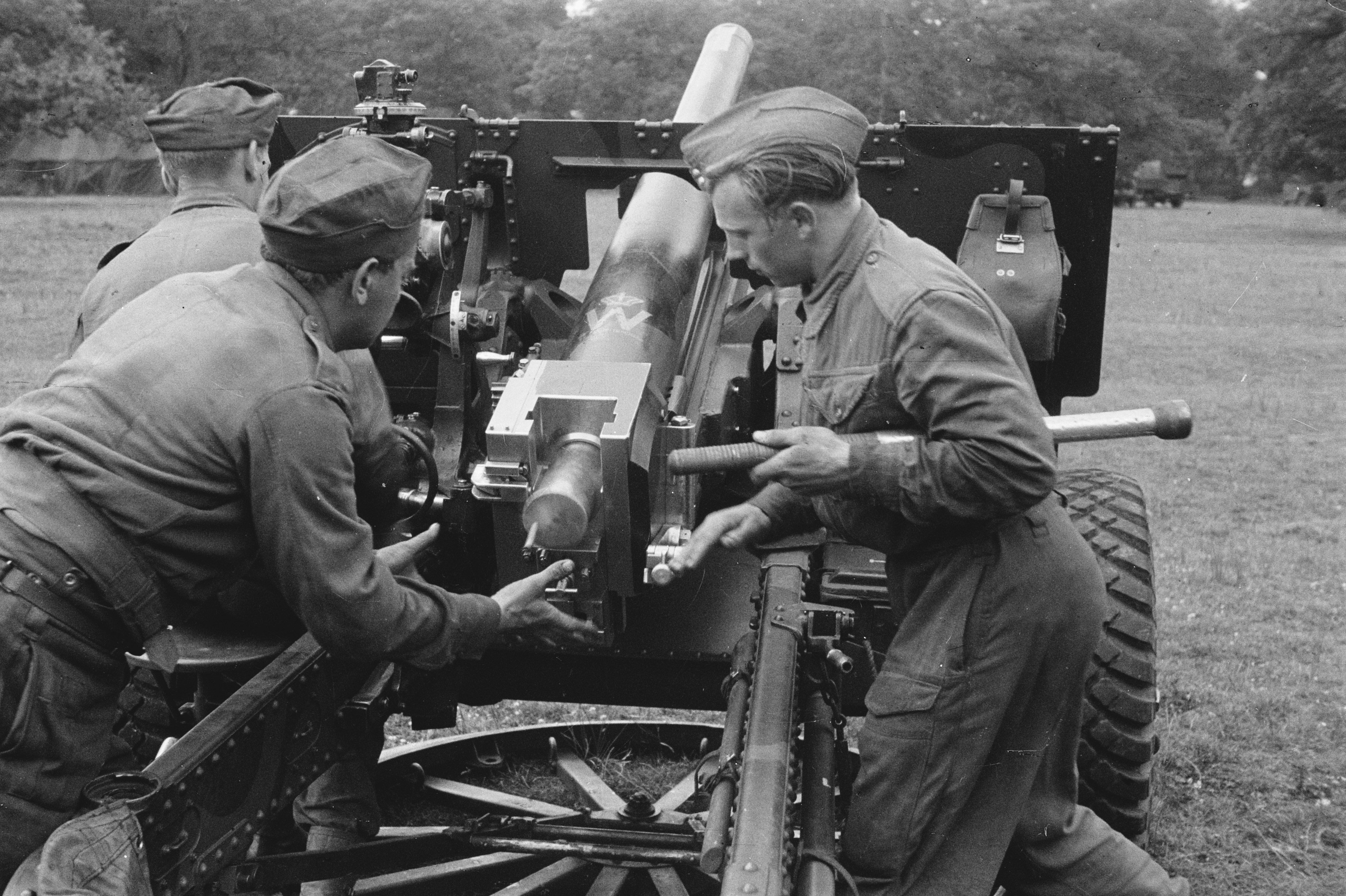
Oefening met geschut (juli 1943)
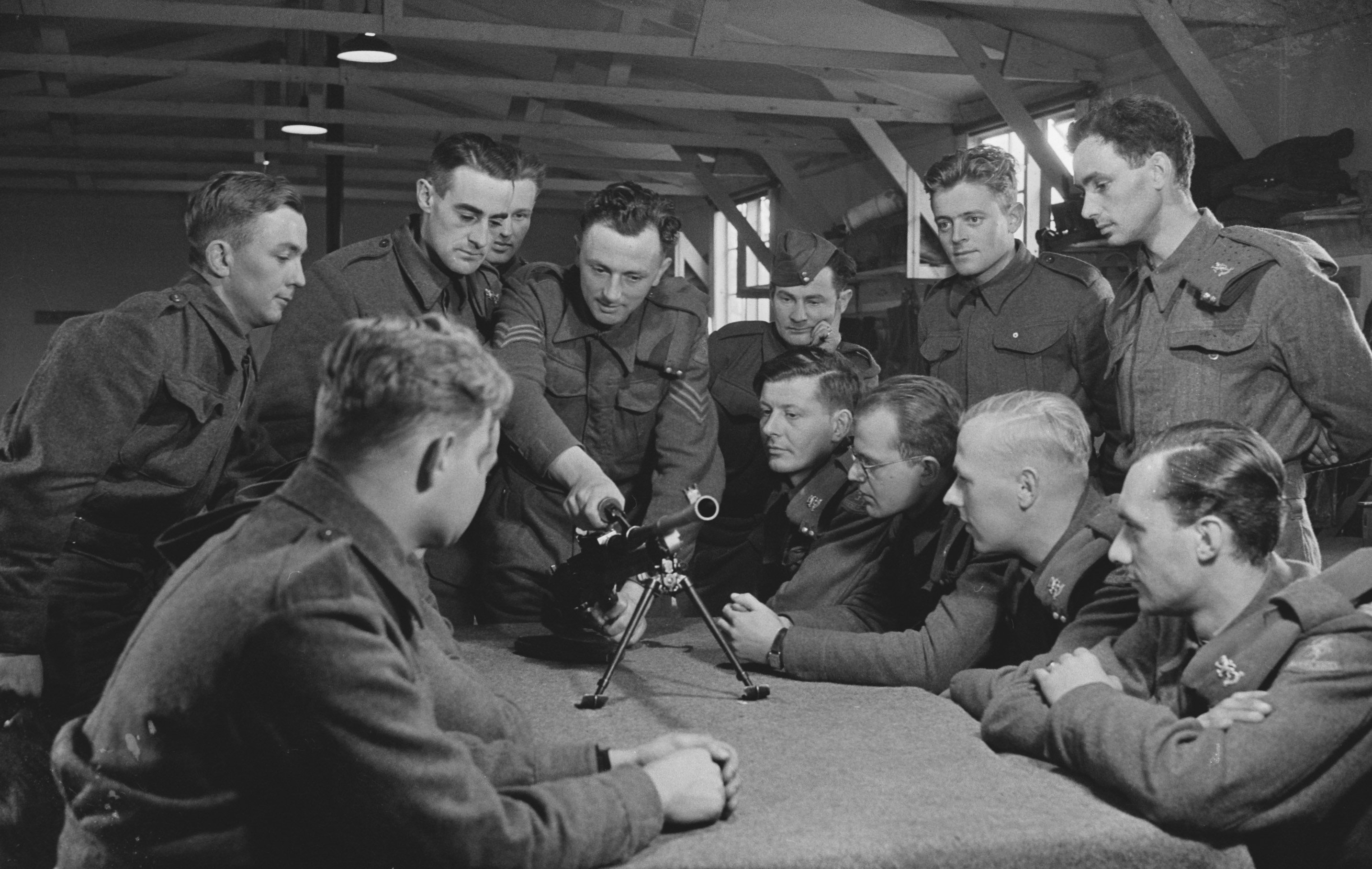
Instructie
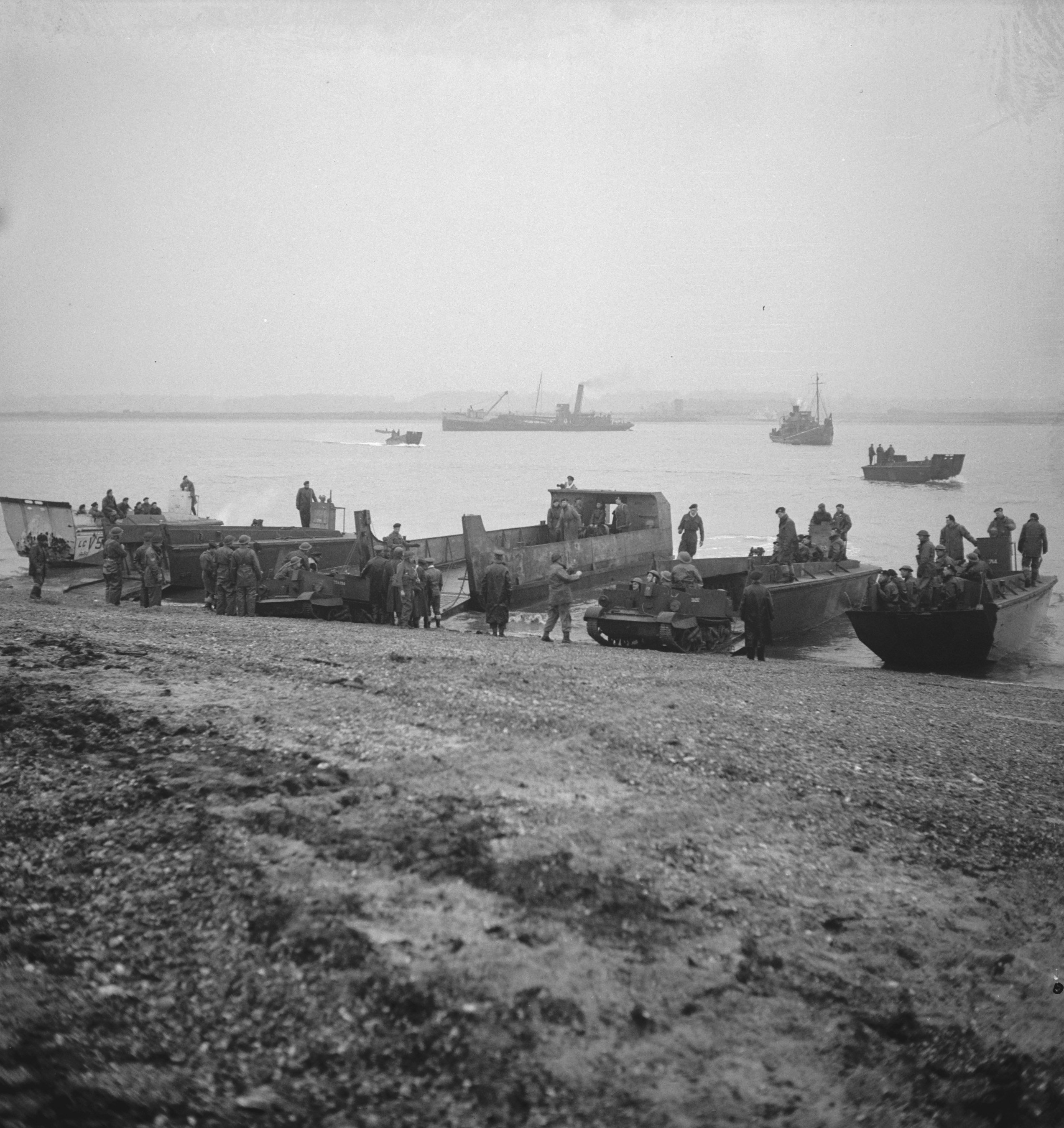
Oefening landing (feb 1944)
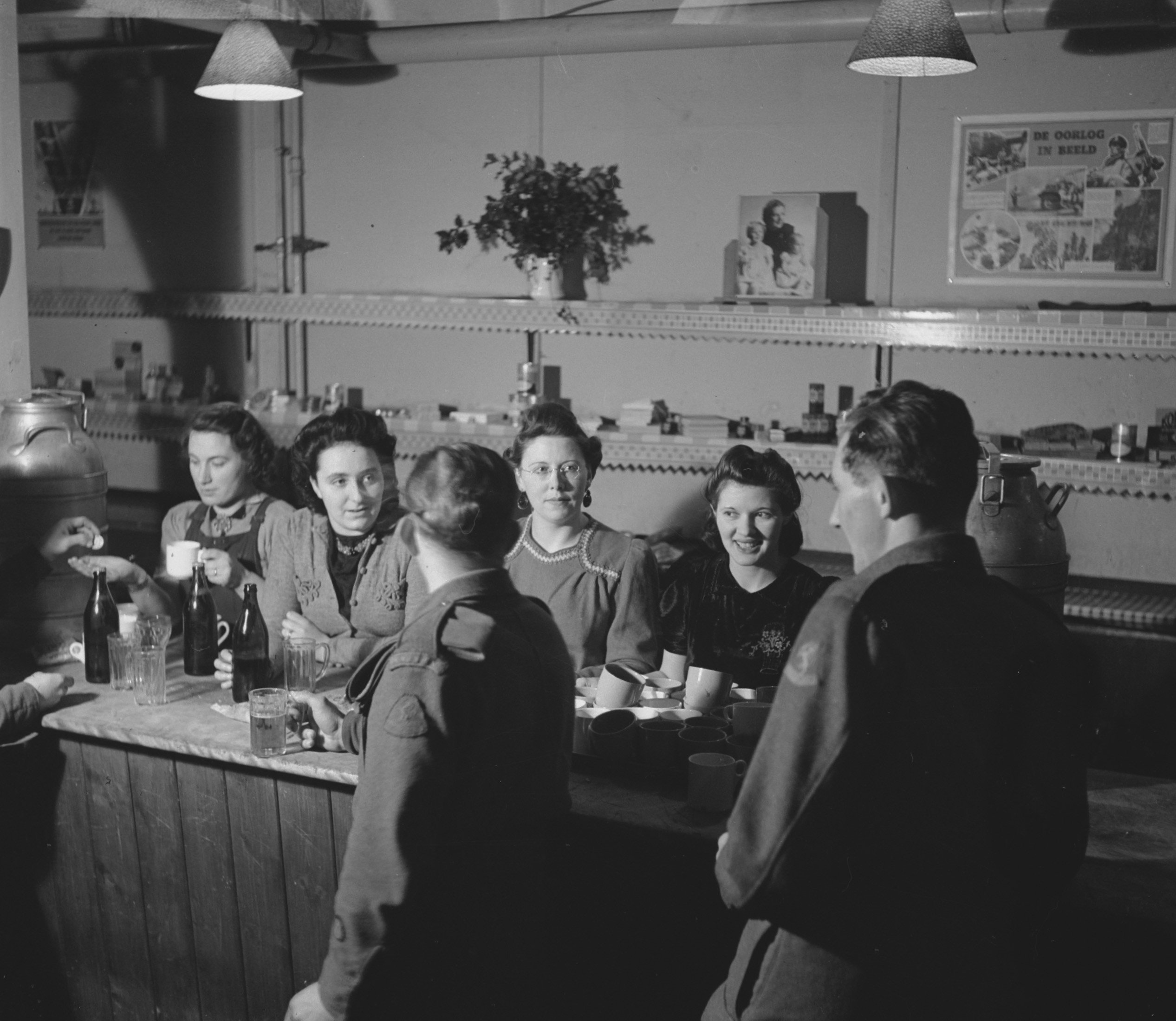
Ontspanning in de kantine (1941)

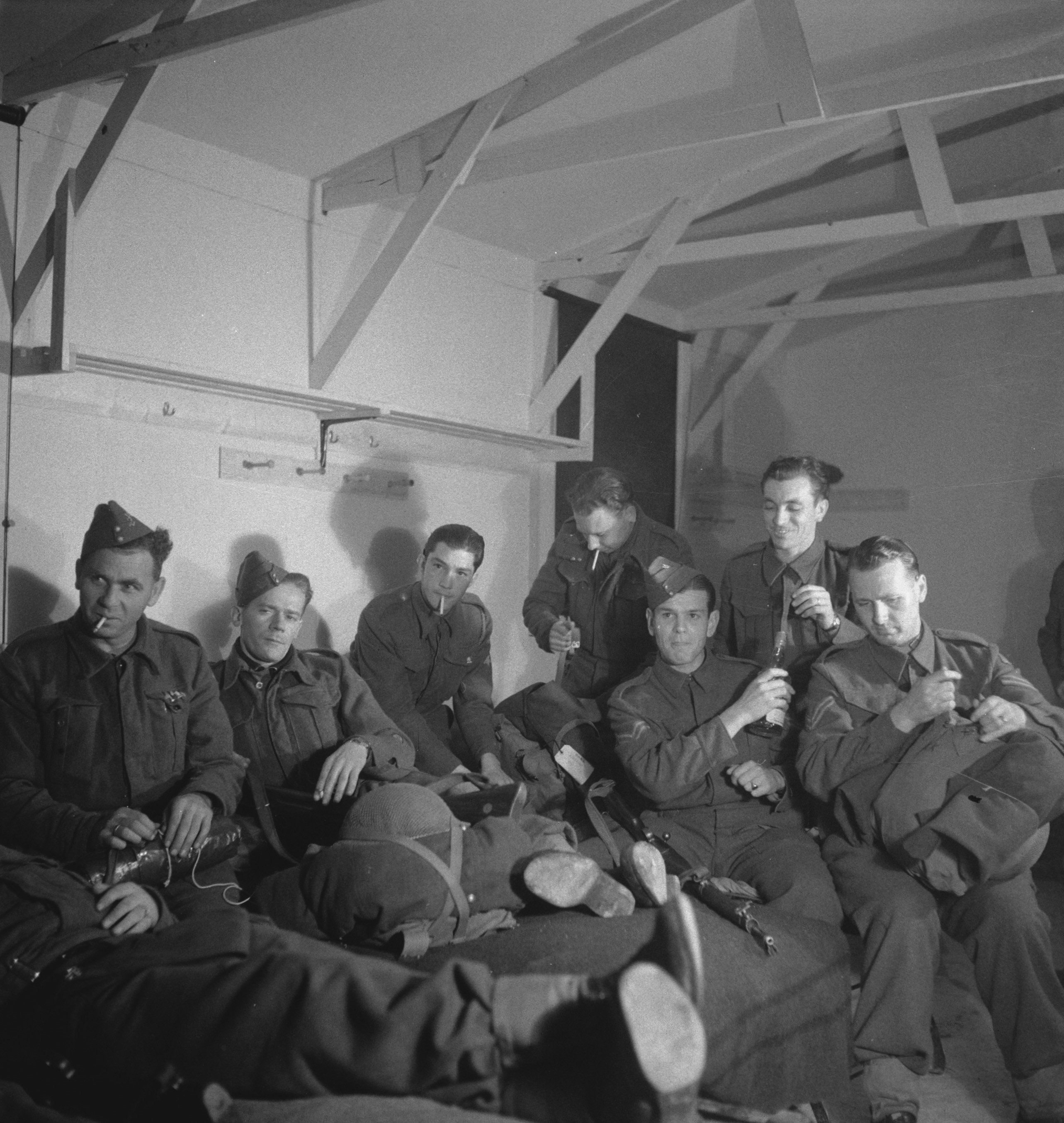
Soldaten op weg naar Suriname (nov 1941)

### Suriname
Zo'n 500 Surinamers meldden zich vrijwillig voor de Brigade, maar werden door de Nederlandse regering geweigerd, omdat vrijwilligers en dienstplichtigen uit Zuid-Afrika aanstoot aan hen zouden kunnen nemen vanwege hun raciale achtergrond. Andersom gingen wel 156 Nederlandse soldaten in 1941 met de Hr. Ms. Van Kinsbergen via Bermuda, Sint-Maarten, Saba en Sint Eustatius naar Suriname om daar de schutterijen te trainen. In 1942 werd in Suriname de dienstplicht ingesteld en moesten 5000 mannen getraind worden. Ook werd de Irene Brigade ingezet als bewaking op de transportschepen die bauxiet vervoerden van de mijnen in Moengo. Meer dan 60% van de benodigde bauxiet voor de Amerikaanse aluminiumfabrieken kwam uit Suriname. In 1943 werden de militairen naar Engeland teruggeroepen om aanwezig te zijn tijdens D-Day. Ook vijftien Surinamers deden aan de bevrijding mee.

## Deelname aan bevrijding
Het voornaamste doel van de Irene Brigade was om deel te nemen aan de bevrijding van Nederland. Ze wilden graag meedoen aan de invasie in Normandië, maar daarvoor had de brigade in juni 1944 te weinig mankracht. Ze werden bijgestaan door 100 man van het Korps Mariniers, dat onder bevel stond van kapitein der mariniers H.P. Arends en hiervoor uit de Verenigde Staten over kwam.

### Normandië en België
Begin augustus vertrok de Irene Brigade naar Normandië. De Brigade landde met 1200 Irenemannen te Arromanches in Frankrijk. Op 12 augustus nam de Brigade deel aan de gevechten bij Pont-Audemer en Saint-Côme. Bij Breville sneuvelde de eerste 'Ireneman'. Waar zij kwamen, bonden zij de strijd aan met de Duitse troepen die de geallieerden probeerden tegen te houden. Samen met andere eenheden werd de opmars naar Nederland ingezet. Ze namen Pont-Audemer in en maakten een zegetocht door Brussel. Ze werden nog aangevallen door achtergebleven Duitse tanks, maar trokken verder. Op 6 september kwamen ze bij Beringen, waar ze een Duitse aanval op een nieuw bruggenhoofd konden voorkomen.

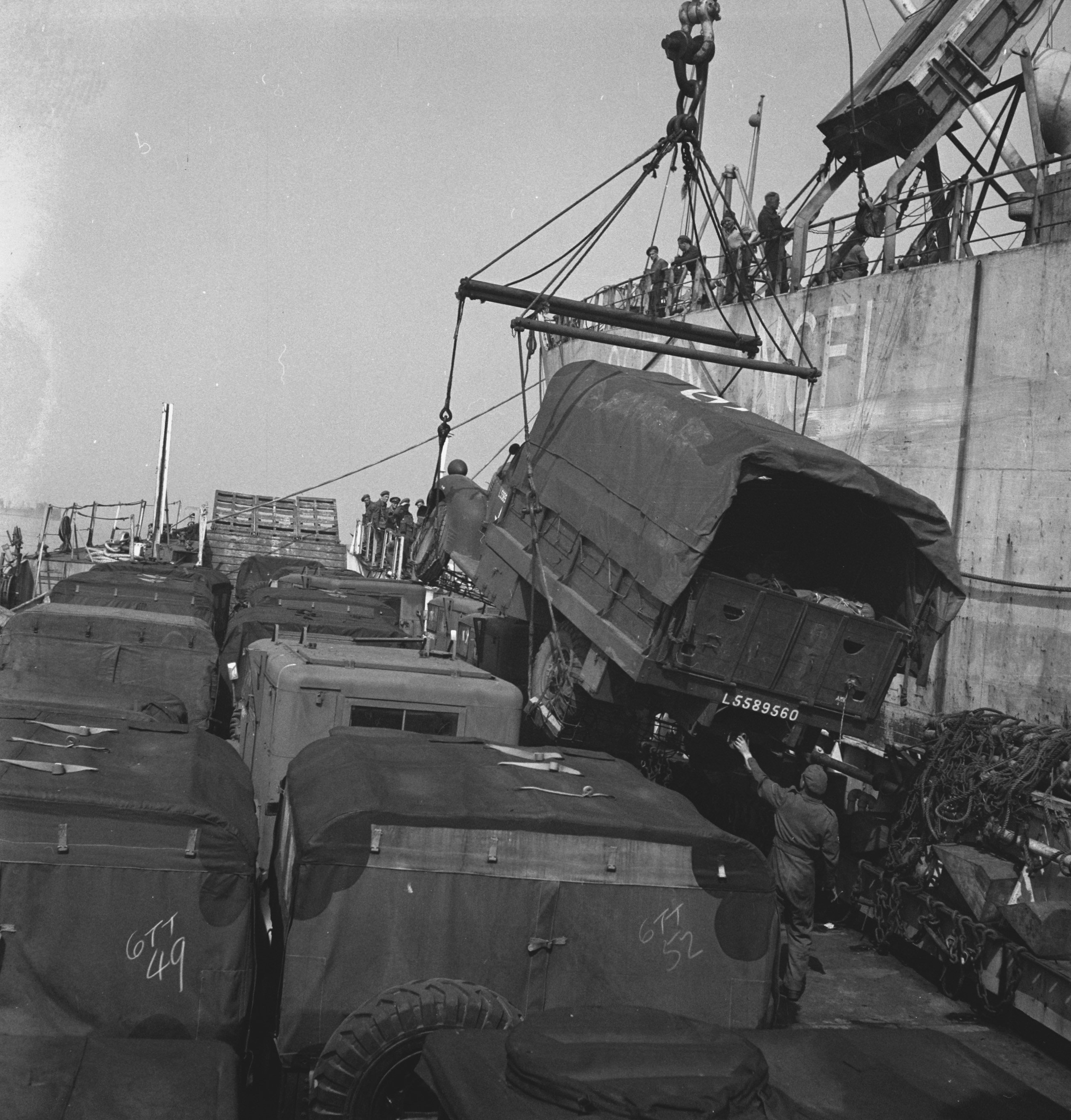
Landing in Normandië
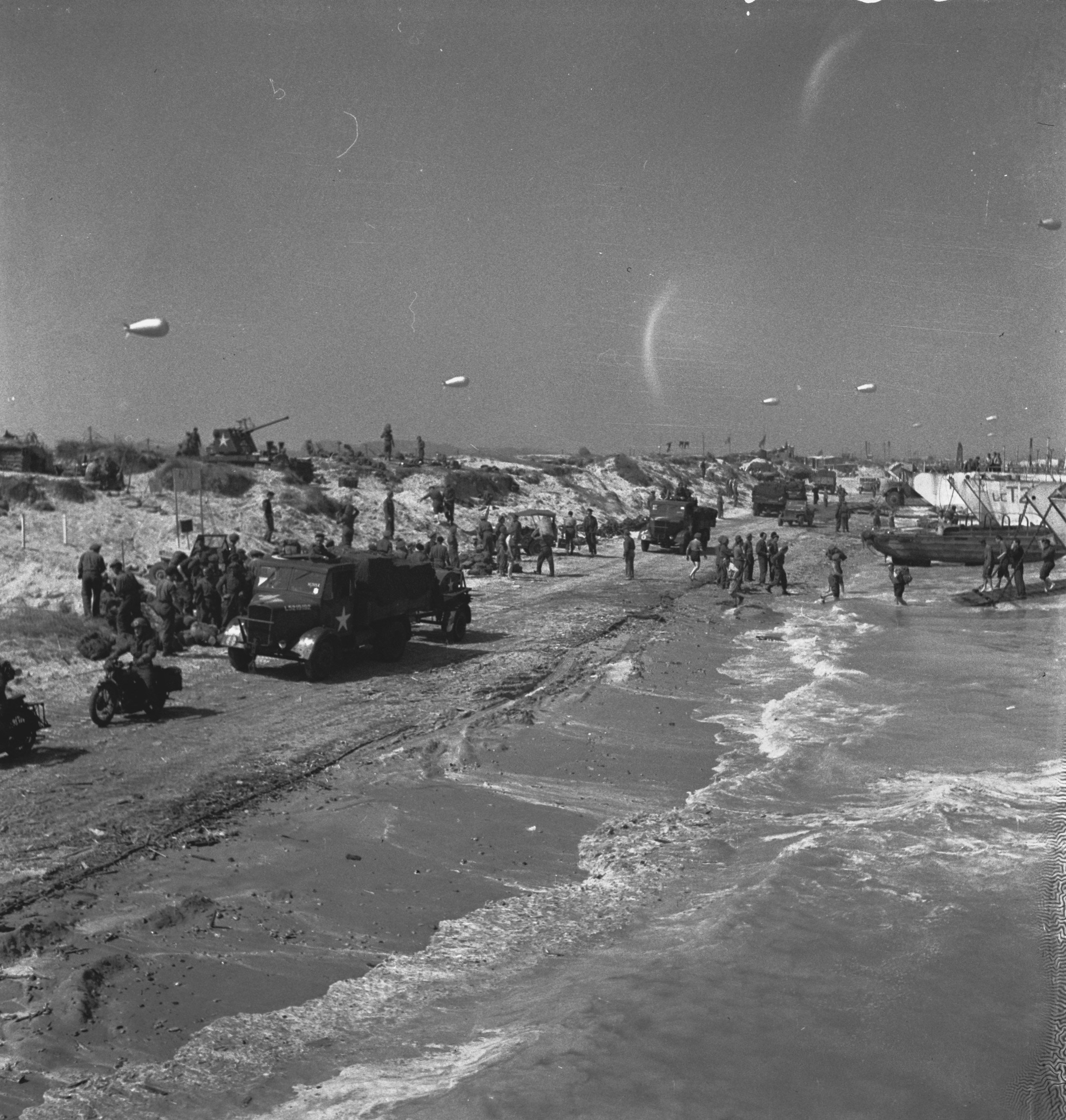
Landing in Normandië
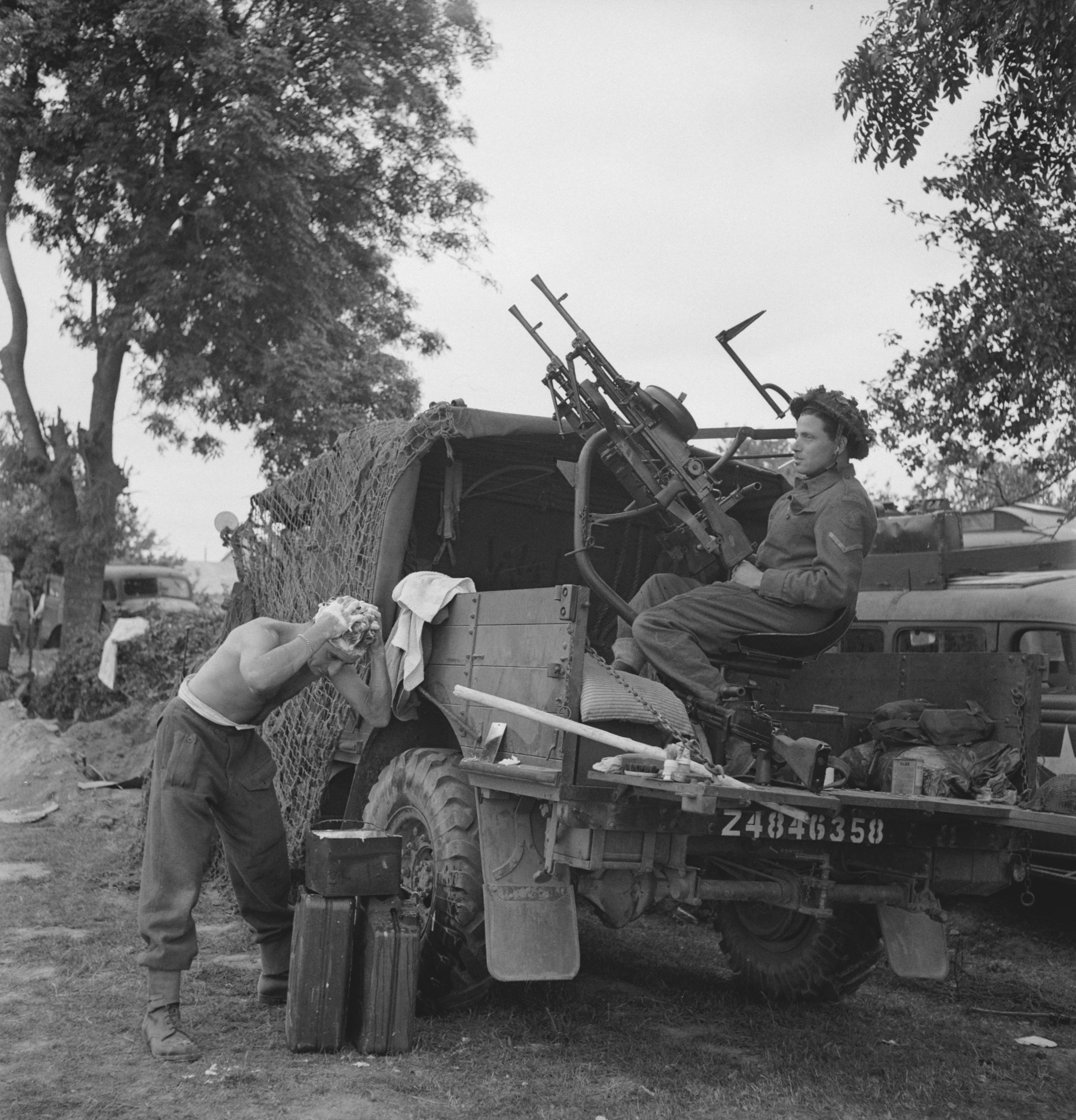
Luchtafweer - soldaat wast zijn haar
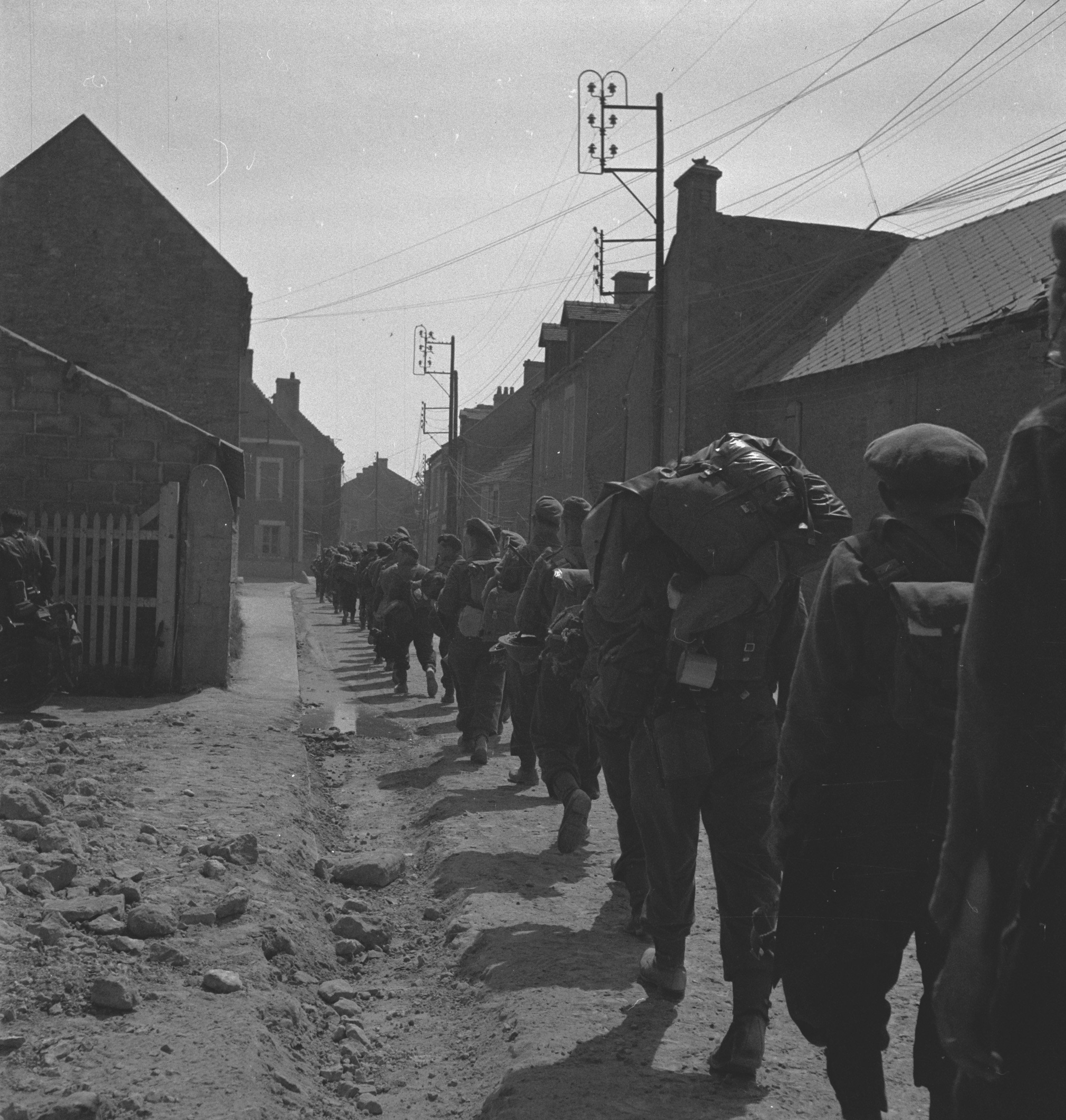
Op doortocht
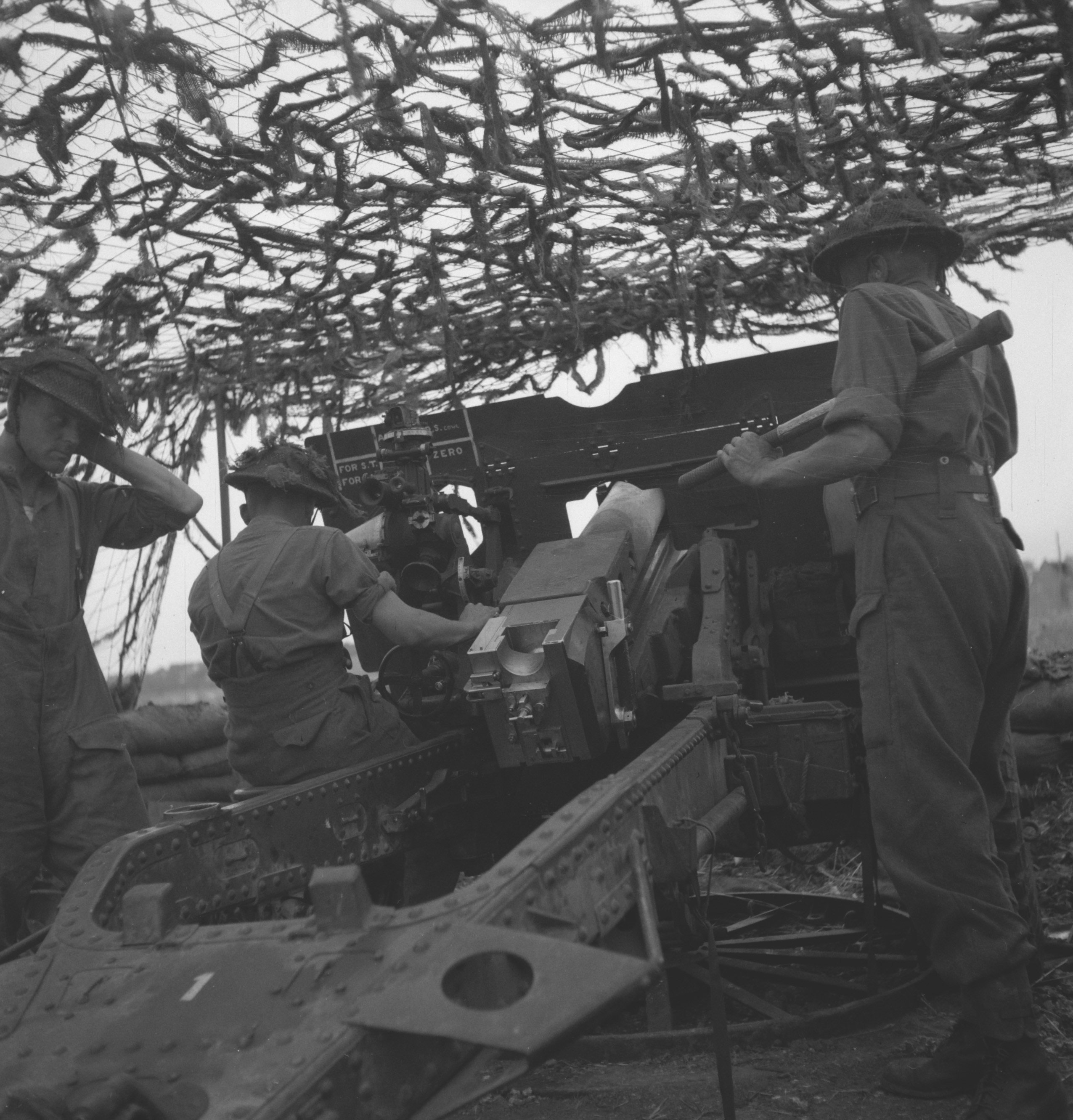
In actie in Frankrijk
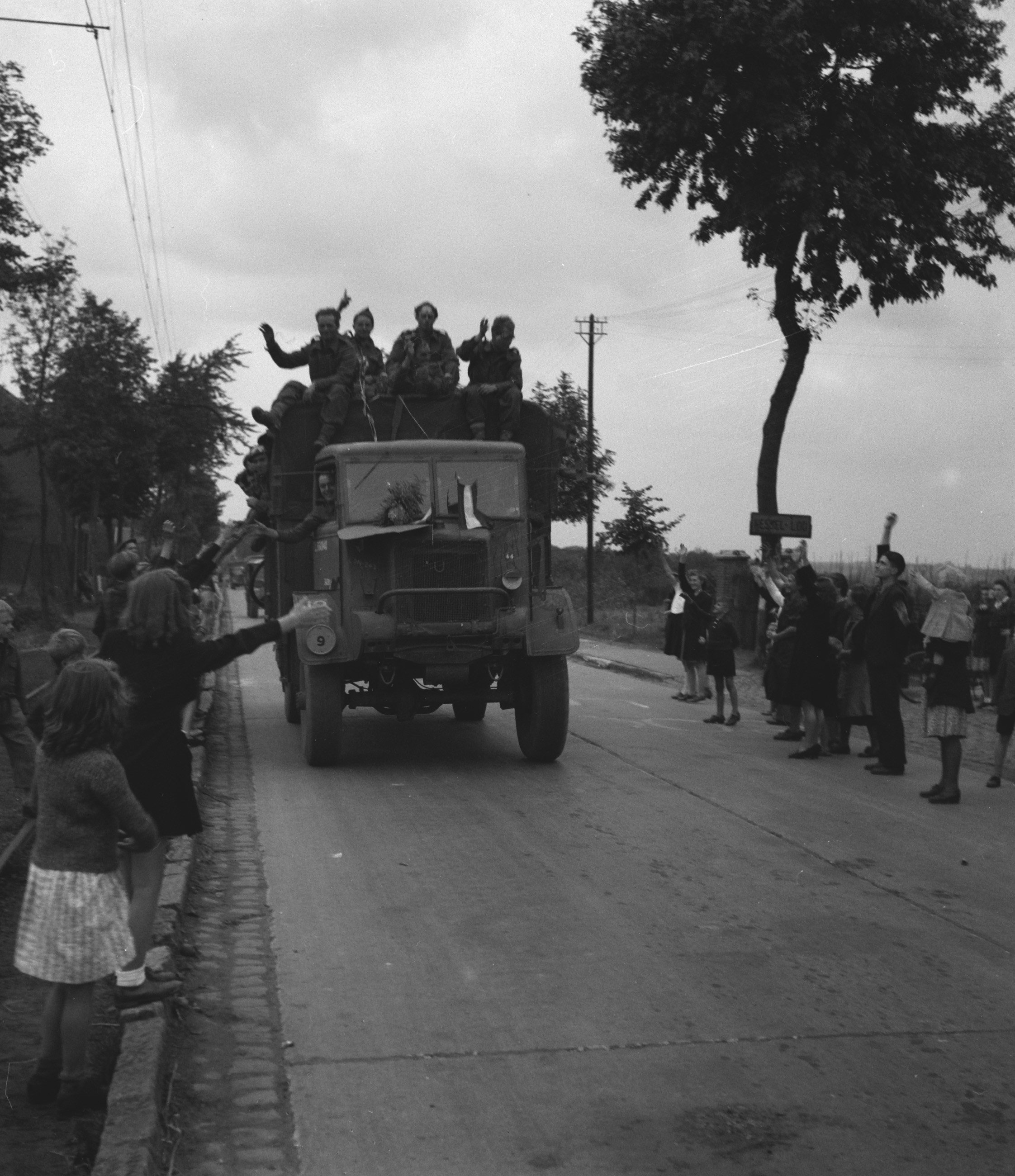
In Leuven (6-9-1944)
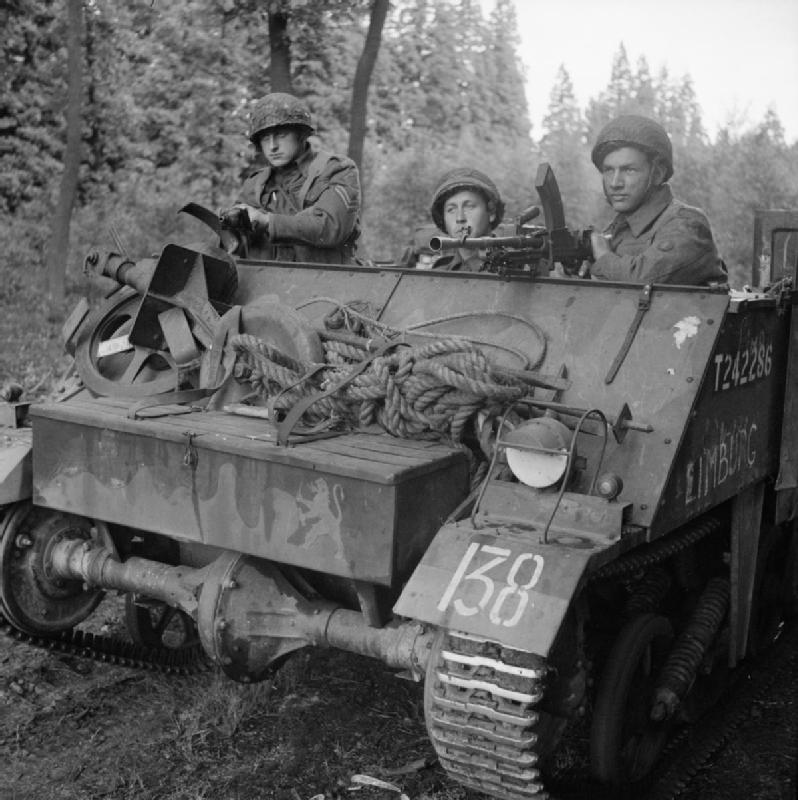
In actie in België (18-9-1944)

### Nederland
Op 17 september begon Operatie Market Garden. In de nacht van 20 op 21 september 1944, precies om middernacht, passeerde de Prinses Irene Brigade de Belgisch-Nederlandse grens bij Borkel en Schaft. Ze bewaakten de Maasbrug bij Grave en later het vliegveld bij Oirschot. Op 8 oktober 1944 bracht Prins Bernhard een bezoek aan de Brigade in Leeuwen. Eind oktober 1944 nam de Brigade deel aan bevrijding Tilburg, maar helaas mochten ze niet samen met de Schotten Tilburg intrekken. Vervolgens voerde de Brigade militaire taken uit in westelijk Noord-Brabant en vanaf half november in de provincie Zeeland. De winter van 1944-1945 zat de Brigade op Walcheren en Noord-Beveland waar ze moesten verhinderen dat Duitse eenheden zouden oversteken. Dit was niet altijd succesvol. 16 maart 1945 bezocht Koningin Wilhelmina de Brigade. Vanaf 10 april ging de Brigade naar Hedel om een bruggenhoofd over de Maas te vormen. Eind april vond er bij Hedel een zware strijd plaats, waarbij in de nacht van 25 op 26 april 12 Irenemannen sneuvelden. Na vier dagen werd de operatie door de Britse commandant afgelast. Dit was de laatste actie van de Brigade. De voorbereiding van de Duitse capitulatie was inmiddels begonnen.
Op 5 mei trok de Irene Brigade naar Wageningen. Op 8 mei reed de Brigade een bevrijdingsroute Utrecht-Woerden-Alphen a/d Rijn-Leiden-Den Haag, overal werden de manschappen uitbundig onthaald. In Den Haag werden ze ontvangen door burgemeester De Monchy. Op 31 mei was er een parade in Amsterdam, waar soldaten van de Brigade aan deelnamen.

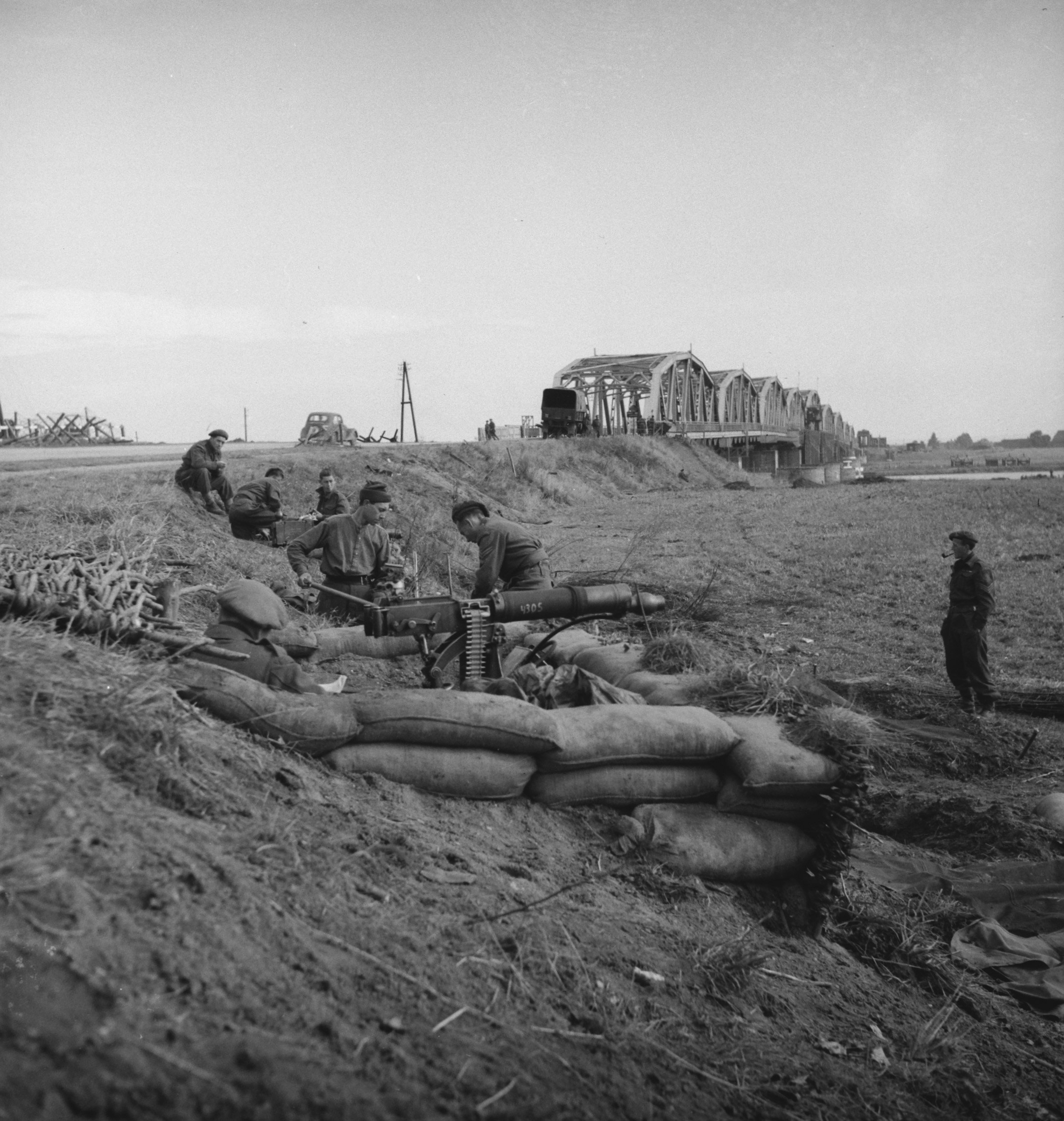
Bewaking Maasbrug bij Grave (21-9-1944)
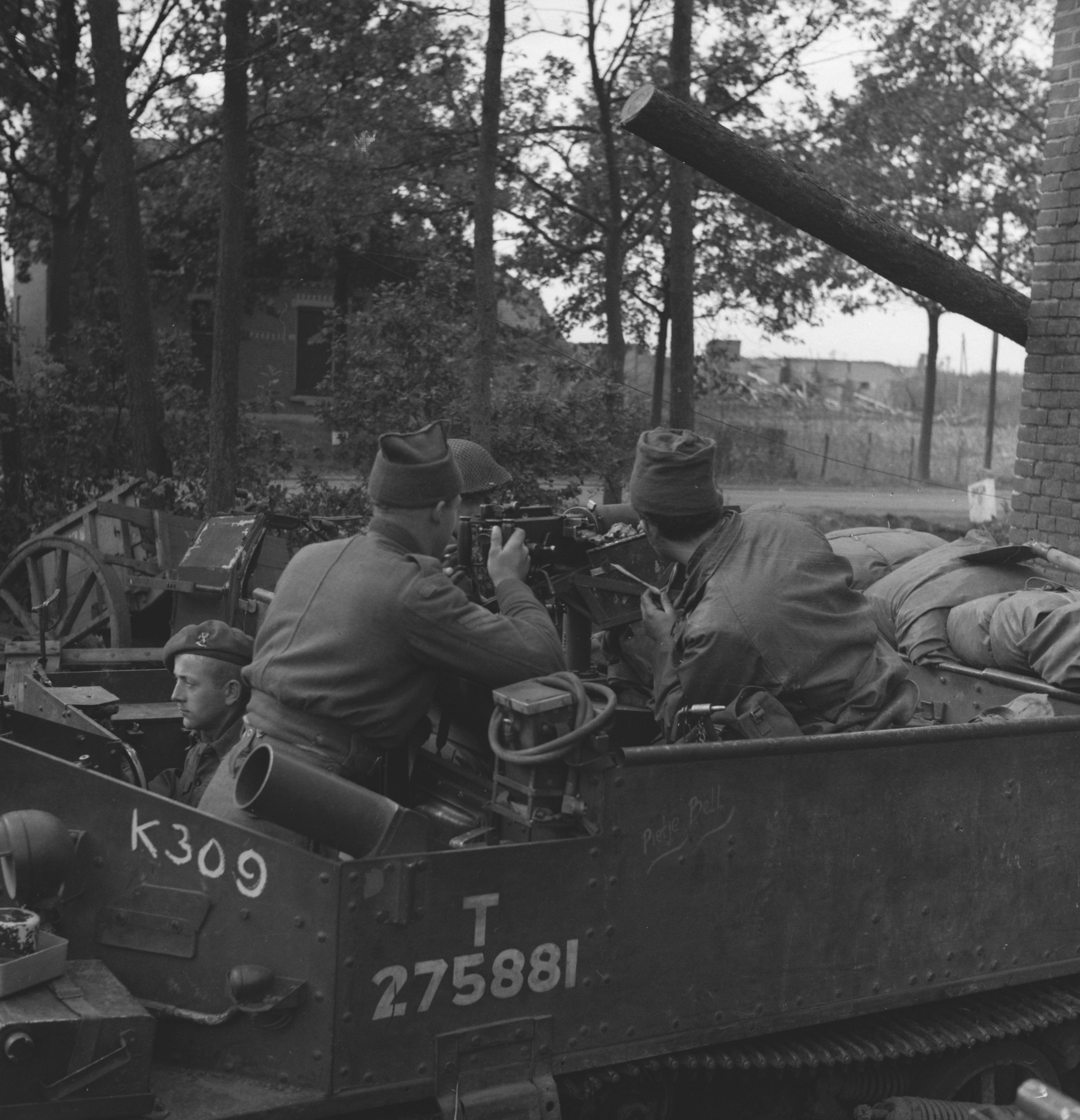
Slag om Tilburg (nov 1944)
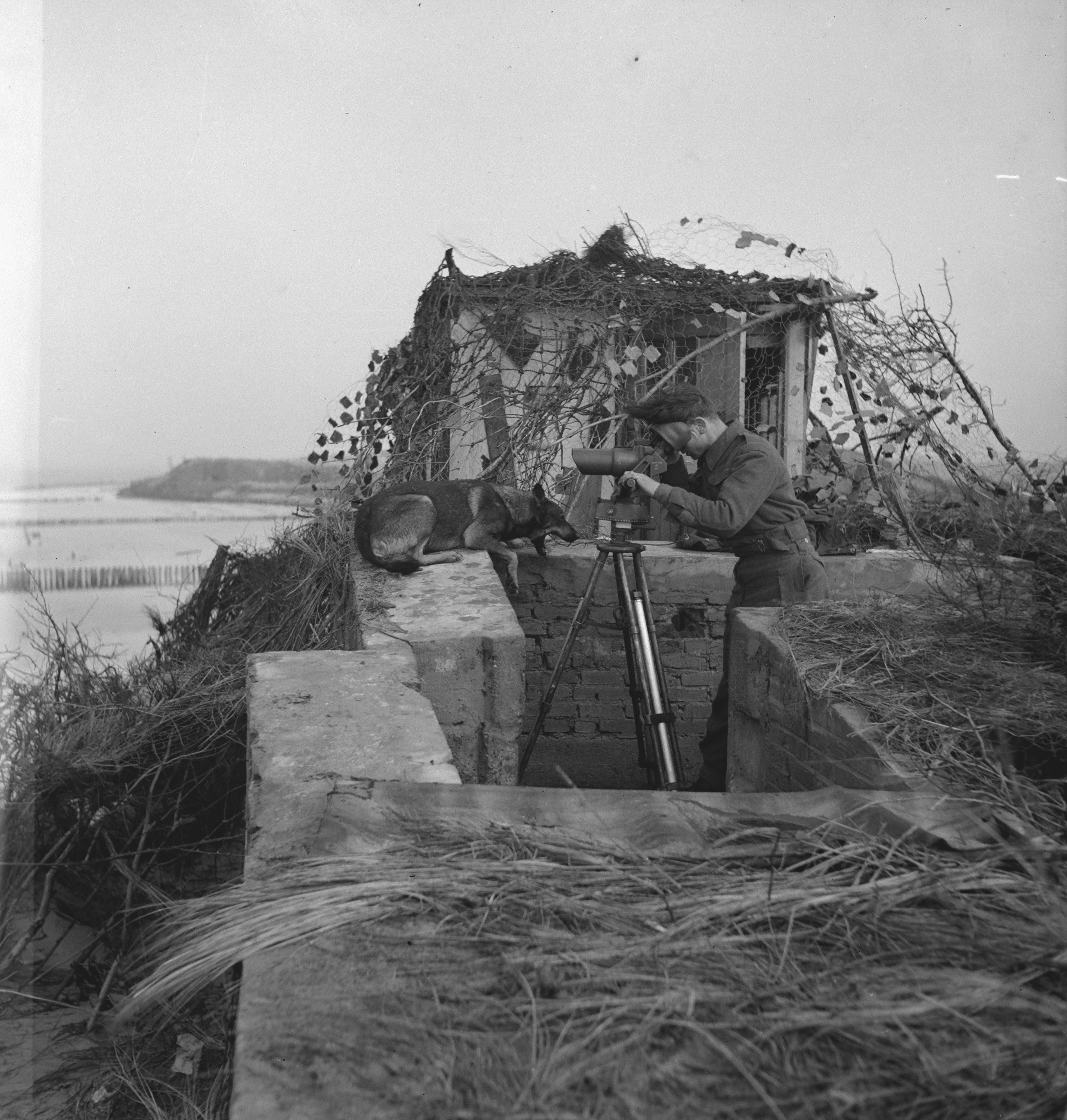
Op de uitkijk in Zeeland (feb 1945)
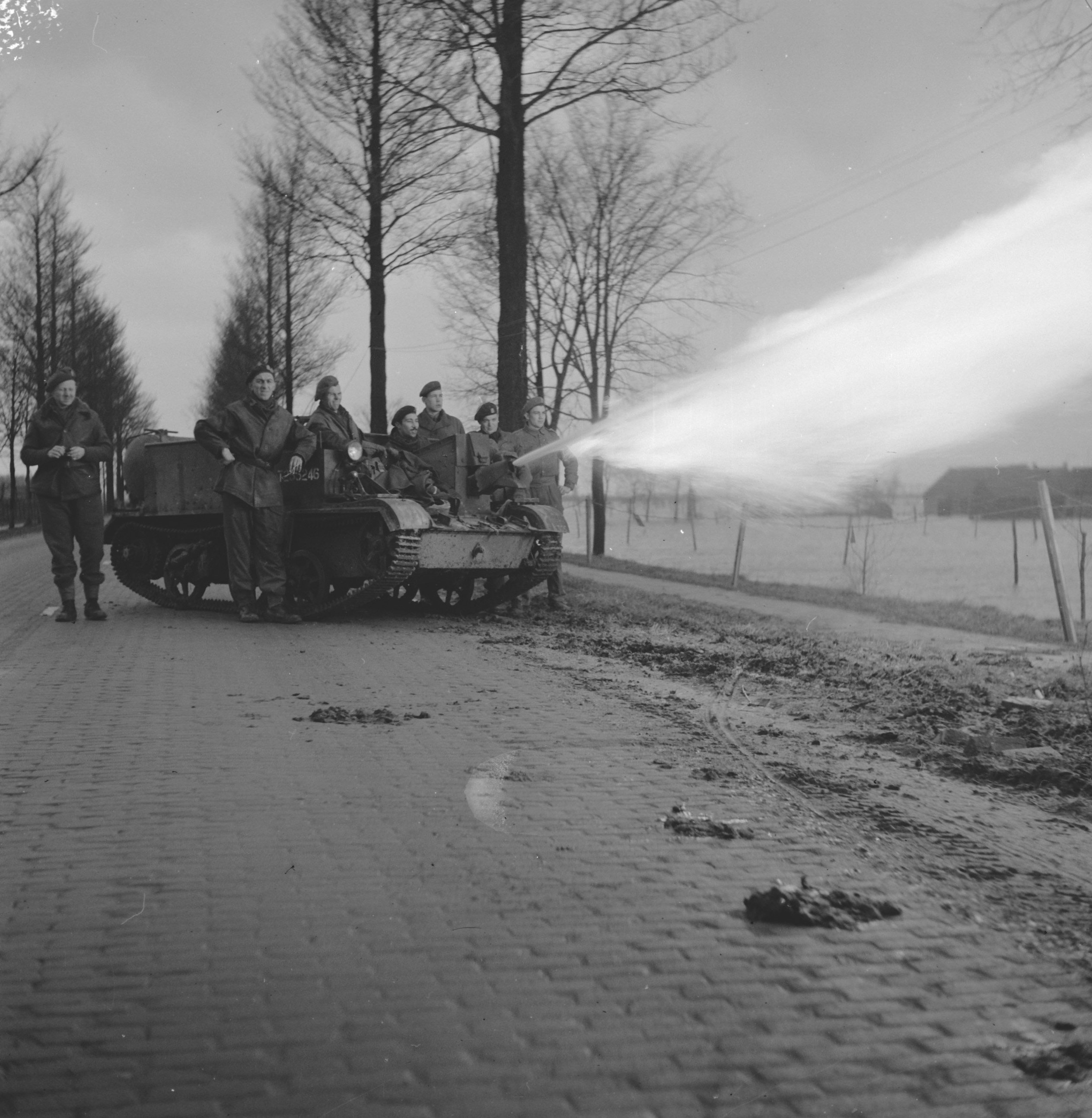
Uitproberen vlammenwerper (feb 1945)
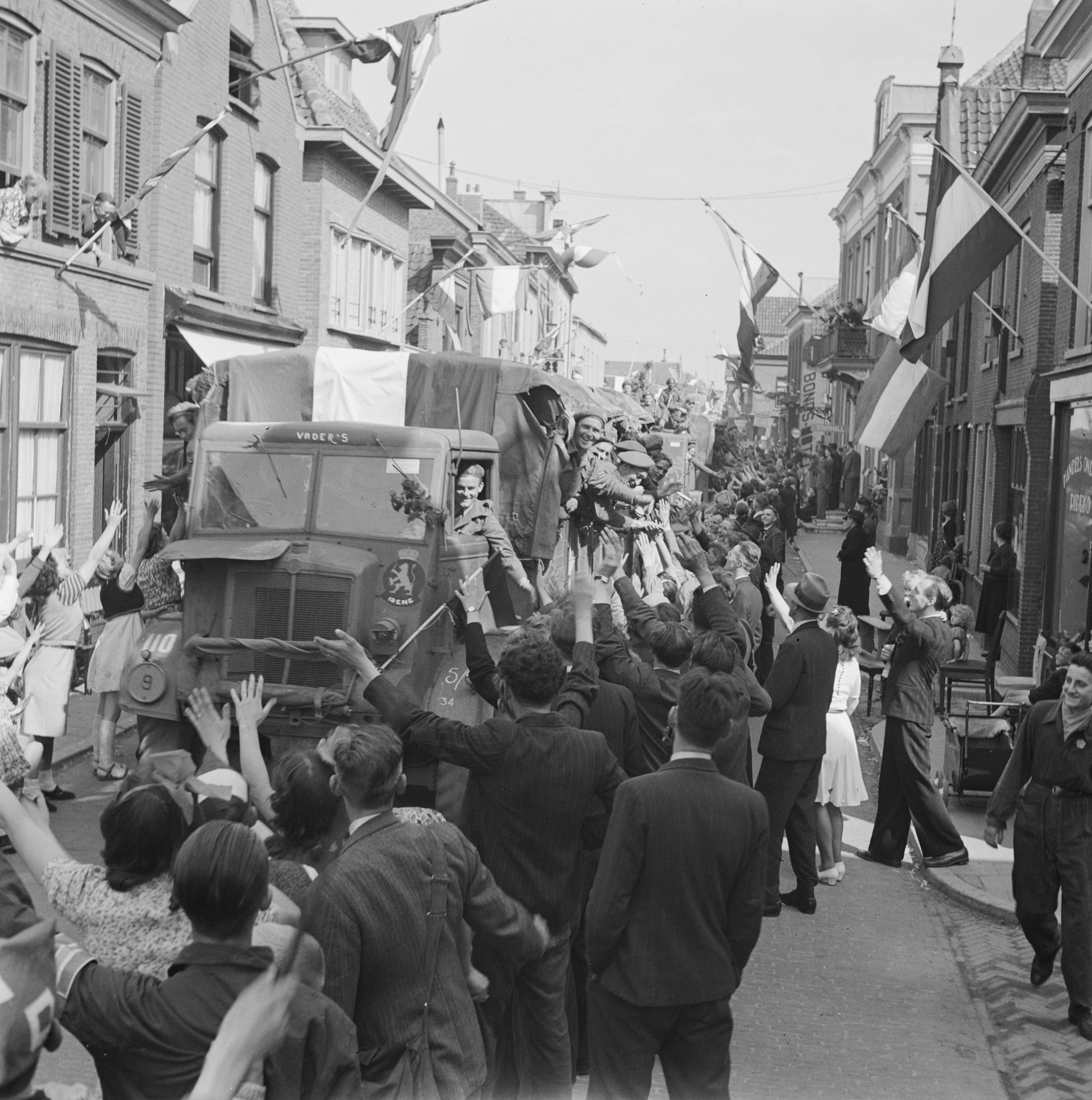
Intocht in Zuid-Holland (8-5-1945)
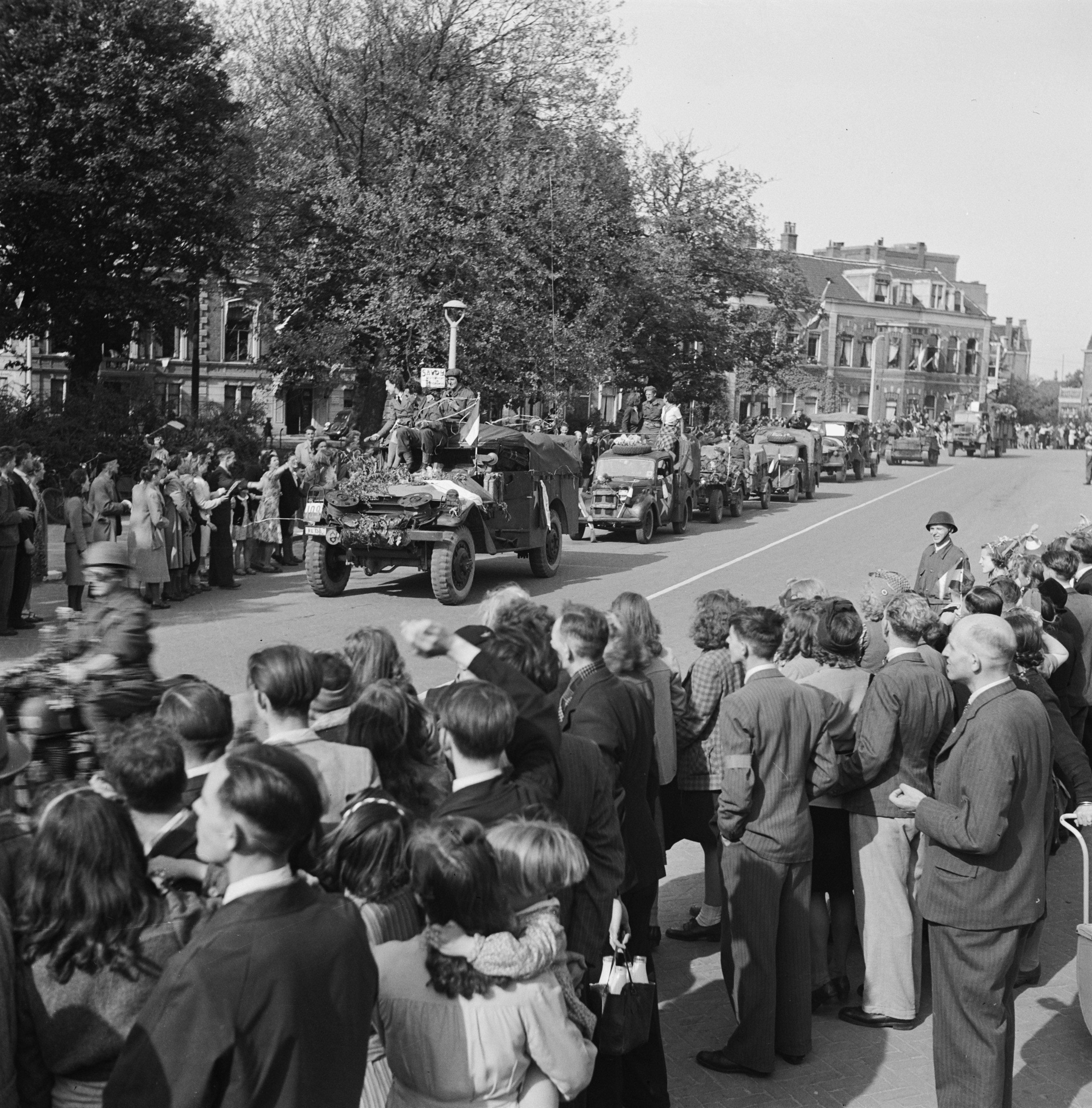
Intocht in Leiden (8-5-1945)
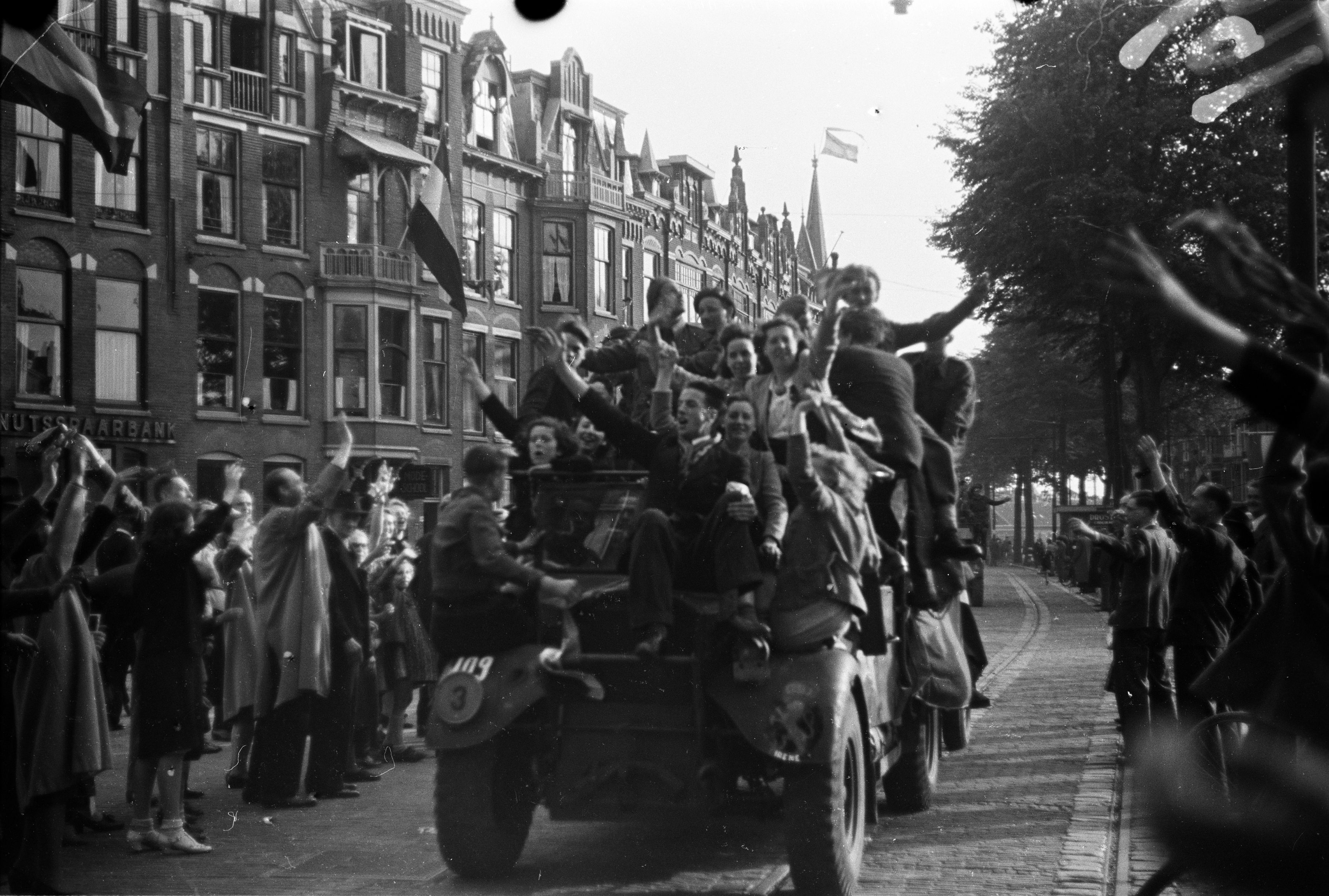
Intocht in Den Haag (8-5-1945)
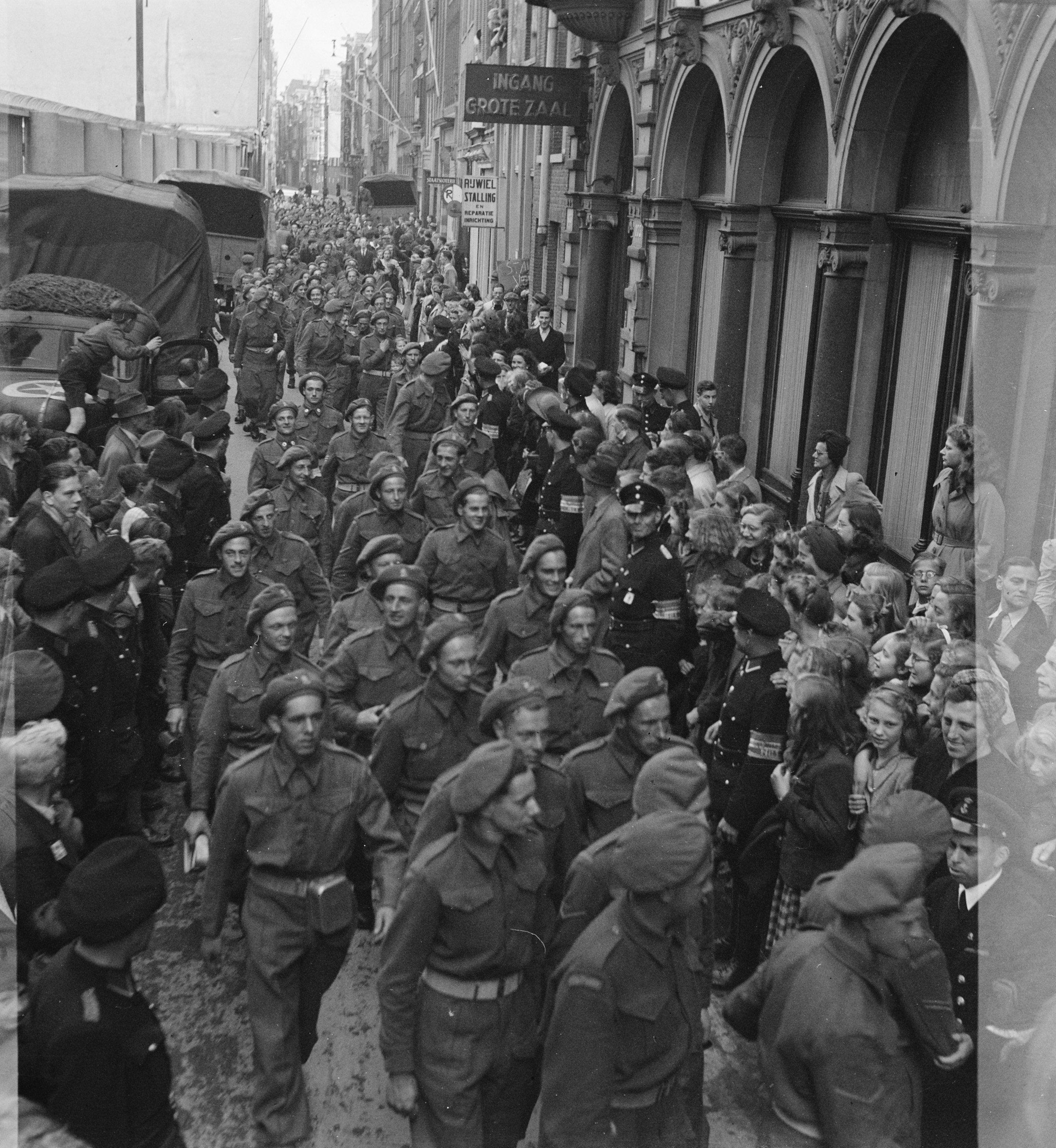
Parade in Amsterdam (31-5-1945)

## Onderscheidingen, ontbinding en opheffing
In maart 1945 ontvingen alle militairen die in de periode van 7 t/m 15 augustus in Normandië aan land waren gegaan, een oranje-blauw herinneringskoord, zoals ook aan het vaandel is bevestigd.
Op 16 juli 1945 werd de Koninklijke Nederlandse Brigade Prinses Irene officieus ontbonden. Bij die gelegenheid onderscheidde prins Bernhard het vaandel met de Militaire Willems-Orde 4e Klasse. Ook reikte hij 29 andere dapperheidsonderscheidingen uit, waarvan een aantal postuum. De Prinses Irene Brigade is een van de elf eenheden die de Militaire Willems-Orde aan haar vaandel draagt. 24 december 1945 is de dag van de officiële opheffing.

## Leden van de Prinses Irene Brigade
Van degenen die deel uitmaakten van de Prinses Irene Brigade bestaat over de volgende personen een artikel op Wikipedia:
| - Josephus Adriaansen - Pierre Louis d'Aulnis de Bourouill MWO - Charles Bartelings - Jaap Beekman - Jan Beelaerts van Blokland - Arie Dirk Bestebreurtje MWO - Garrelt van Borssum Buisman - Louis van de Bossche - Mauk de Brauw - Jo Buizer - Ben Buunk - Maarten Cieremans - Theo Daalhuysen - Cees Droogleever Fortuyn | - Johannes Frans Goedhart - Bram Grisnigt - Jacobus Groenewoud - Pico Groeninx van Zoelen - Dirk Hagemeijer, (later RAF) - Jan de Hartog - Erik Hazelhoff Roelfzema - Rudi Hemmes - Ab Homburg - Marien de Jonge - Ton Loontjens - Guup Kraijenhoff - Vic Lemmens - Johannes Kroese Meijer MWO | - Hidde Leegstra - Jaap van Mesdag - Charles Pahud de Mortanges - Daniël de Moulin - Albert Cornelis de Ruyter van Steveninck - Chris van Oosterzee - John Osten - Willem de Roos MWO - Bodo Sandberg - Max Tailleur - Peter Tazelaar - Boy Thomann - Sam Timmers Verhoeven - David van Voorst Evekink - Henry Lucien de Vries |

## Eerbetoon
De Brigade kende een eigen vaardigheidsmedaille, de Vaardigheidsmedaille van de Koninklijke Nederlandsche Brigade "Prinses Irene".
Alle militairen die in augustus 1944 in Normandië geland zijn, hebben een invasiekoord gekregen. Het heeft de kleuren oranje en blauw. Ook de fuseliers van het Garde Regiment mogen het koord dragen, zodat de traditie voortgezet wordt.

## Gesneuveld
In de buurt van Wolverhampton kwamen 24 Irenemannen om het leven, door ziekte of door een ongeluk. De meesten werden op de Borough Cemetry in Wolverhampton begraven. Cadier, Das, Van Hage, Korteling en Thomas werden na de oorlog herbegraven op het Nederlandse Ereveld in Mill Hill.
| - Dirk van den Berg (1918-1942) - Jozef Cadier (1904-1944) - Mijndert Das (1906-1944) - Johannes Wilhelmus Deutekom (1918-1943) - Adrianus van den Enden (1909-1943) - Achiel Charles Joannes den Haerinck (1889-1941) - Wilhelmus van Hage (1917-1941) - Johannes Wilhelmus Hoogland (1911-1945) | - Willem Korteling (1908-1941) - Marcel Bernard de Lange (1915-1944) - Antonius Cornelis van der Meer (1899-1941) - Frederik Coenraad Neumann (1903-1943) - Gerard Benjamin Noothoven van Goor (1874-1942) - Arie Pot (1913-1944) - Petrus Marinus Henricus Slits (1917-1943) - Jan Dirk van Sluis (1898-1944) | - Theodorus Hubertus Smits (1920-1941) - Nicolaas Willem Cornelis Joseph Teulings (1902-1942) - Johannes Hendricus Antonius Thomas (1895-1944) - Jan Engelinus Trip (1918-1941) - André Oscar Verstraeten (1920-1944) - Hendrik Johannes de Wit (1882-1944) - Cornelis Marie Alphonsus van Wijk (1919-1944) - Johannes Hubertus Worms (1915-1944) |

Drie Irenemannen van het Suriname-detachement werden op het Ereveld Loenen begraven:
- Engelbertus van der Haas (1919-1944)
- Richard Kassel (1912-1943)
- Jan Willem Vermaas (1917-1942)

Vier Irenemannen van het Indië-detachement sneuvelden en werden lokaal begraven:
- Jurjen Johannes Dijkhuis (1915-1944)
- Jan Hoogland (1915-1942), zeemansgraf
- Besley Smit (1913-1942)
- Henri Emile Wijnmalen (1910-1942)

Bijna vijftig Irenemannen zijn omgekomen of gesneuveld tijdens of net na de veldtocht:
| Bij Bréville op 14/18 aug. 1944: - Nicolaas den Breejen KV (1916) - mr. Piet Lammers (1906) - Gerardus Martens (1916) Bij Sint-Joris-Winge op 6 en 8 sep. 1944: - Anthoon Bonte (1914) - Anton C. Bijlsma (1919) - Korporaal Henk de Groot (1914) Bij Nijmegen op 30 september 1944: - Sgt. H.C.Croonen (1910) Bij Boven-Leeuwen op 6 oktober 1944: - Raymond Arnoti (1914) - Marius Kroon (1918) Bij Eindhoven op 18 oktober 1944: - Korporaal Willem Meijwaard (1918) | Bij Tilburg op 25 okt. 1944: - Kapitein E.L. Alvares (1910) - Korporaal A. Berkleij (1907) - Sgt J.C. Buijtelaar (1915) - Abraham Levi (1910) - Gerardus Dijkstra (1917) - Wim Veerman (1914) Bij Colijnsplaat op 25 november 1944: - Luitenant I.J. Havelaar (1910) Bij Oostkapelle op 9 maart 1945: - Theo Burger (1923) - David Stenfert Kroese (19-12-1920) - Rudolf Vermeulen (1915) | Bij Vrouwenpolder op 17 maart 1945: - R.C.J. Paauwe (1917) - Jans Wieringa (25-2-1903) Bij Hedel op 23-26 april 1945: - R.E. van de Beek (1916) - Sgt Heimen Germans (1909) - Jan Grootendorst (1922) - Pieter Kamp (1921) - Sgt Steven Kraaij (1919) - Petrus Jacobus Ligtvoet BL (1921) - Frans Morel (1918) - Cees Picokrie BL (1924) - Jacob Schortinghuis (1923) - Romke Smit (1924) - Pieter Sprenkeling (1924) - Johannes Hendricus van Veenendaal (1920) |

Bij Dongen 31-10-1944 KV
*  Soldaat Cornelis den Heijer 10-3-1924
BL = onderscheiden met de Bronzen Leeuw
KV  = onderscheiden met het Kruis van Verdienste

## Monumenten

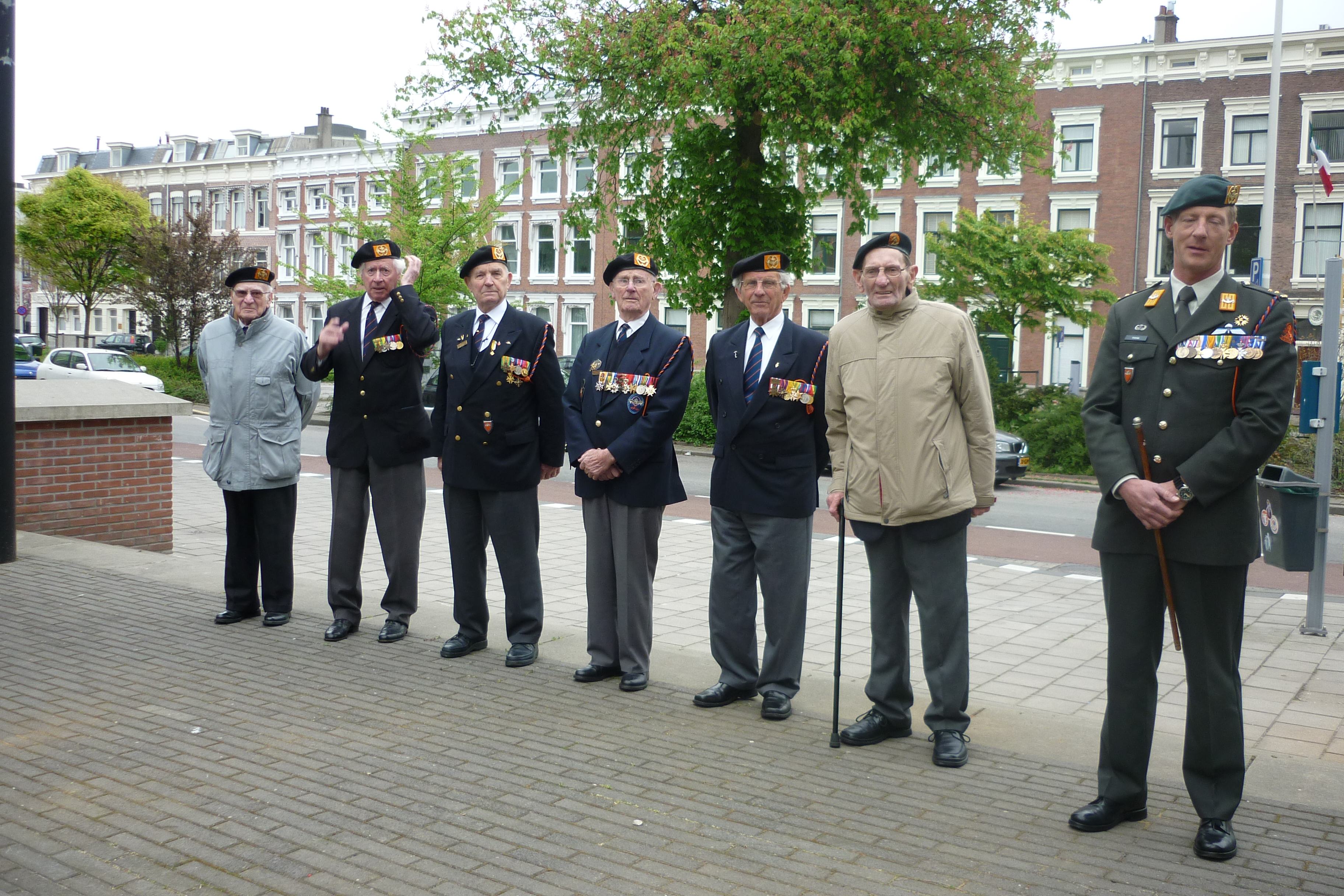
Veteranen bij het Irenemonument (2010)

| Nederland - Bergeijk: Poort der bevrijding, 1991 - Bergen op Zoom: gedenkplaat in het stadhuis, 1986 - Boven-Leeuwen: plaquette op het oorlogsmonument, 2008 - Colijnsplaat: 1952 (plaquette en straatnaam), 1982 (helm) - Den Haag: plaquette op de Grote Kerk, 1988 - Eindhoven: het Prinses Irenebrigade viaduct, 1990 - Grave: bevrijdingsmonument, 1994 - Hedel: monument, 2003 - Heiloo: viaduct, 1996 - Hilvarenbeek: viaduct, 1992 - Nijmegen: viaduct, 1993 - Oirschot: muur met plaquette, 1994 - Oosterhout: granietsteen met plaquette, 1984 - Tilburg: beeld van een vaandeldrager, 1955 - Valkenswaard: plein vernoemd, 1990 - Waalre: straatnaam, 1989 - Wageningen: plein vernoemd, 1991 - Wormerveer: straat vernoemd, 1989 | België - Beringen, 1994 - Sint-Joris-Winge: monument, 2009 Engeland - Codsall bij Wolverhampton: dank aan de bevolking - Congleton: plaquette op oorlogsmonument, 1980 - Wolverhampton: plaquette in de hal van het ziekenhuis, 1989 Frankrijk - Château Saint Côme: plaquette, 2003 - Pont-Audemer: 3 bronzen plaquettes, 1980 - Pont-Évêque: plaquette, 1984 Suriname - Paramaribo: granieten plaquette op oorlogsmonument, 2006 Wales - Porthcawl: Delfts blauwe plaquette, 1950 Zuid-Afrika - Pretoria: lijst van gesneuvelden |

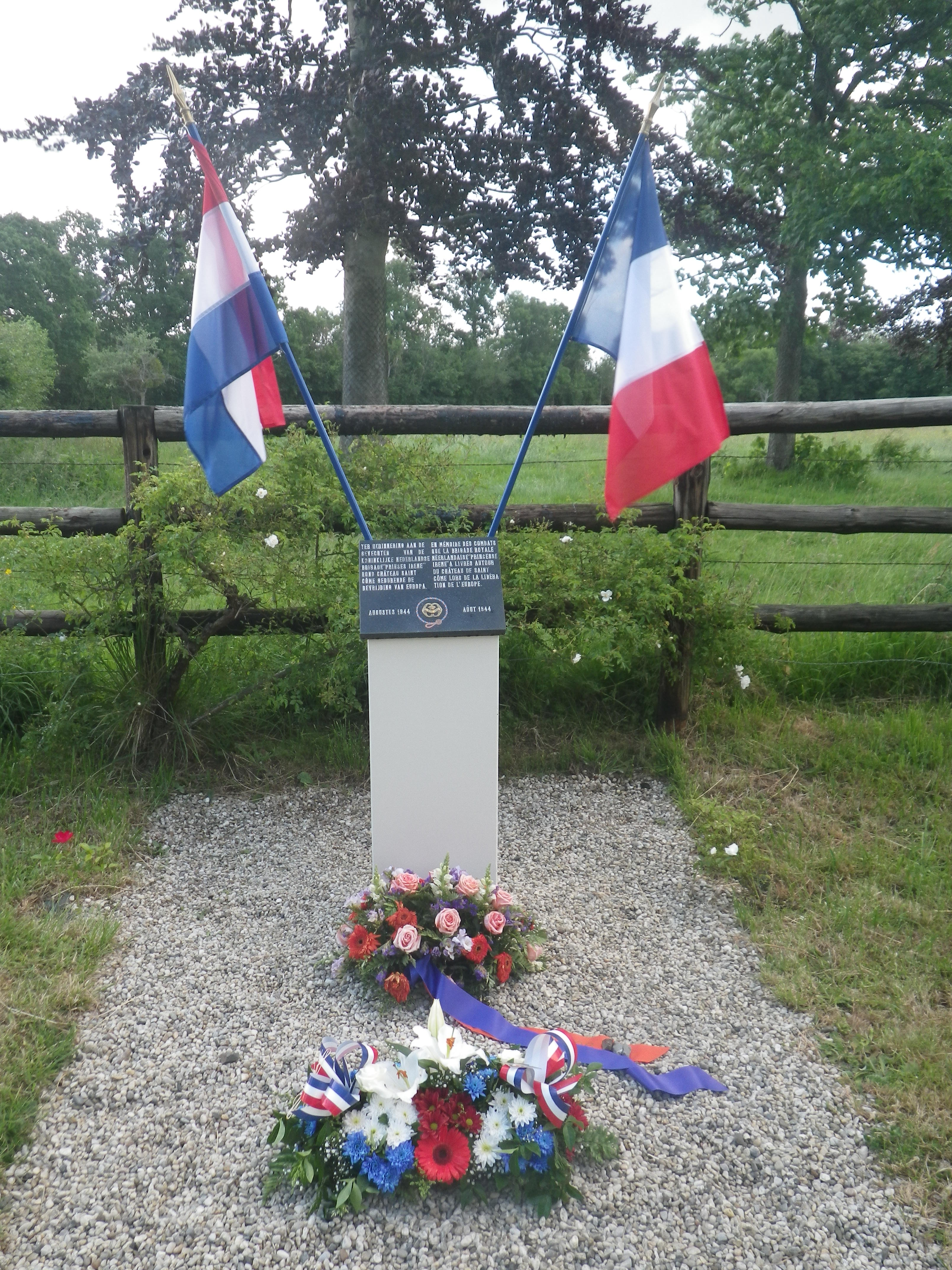
Monument bij Château de Saint Côme (Frankrijk)
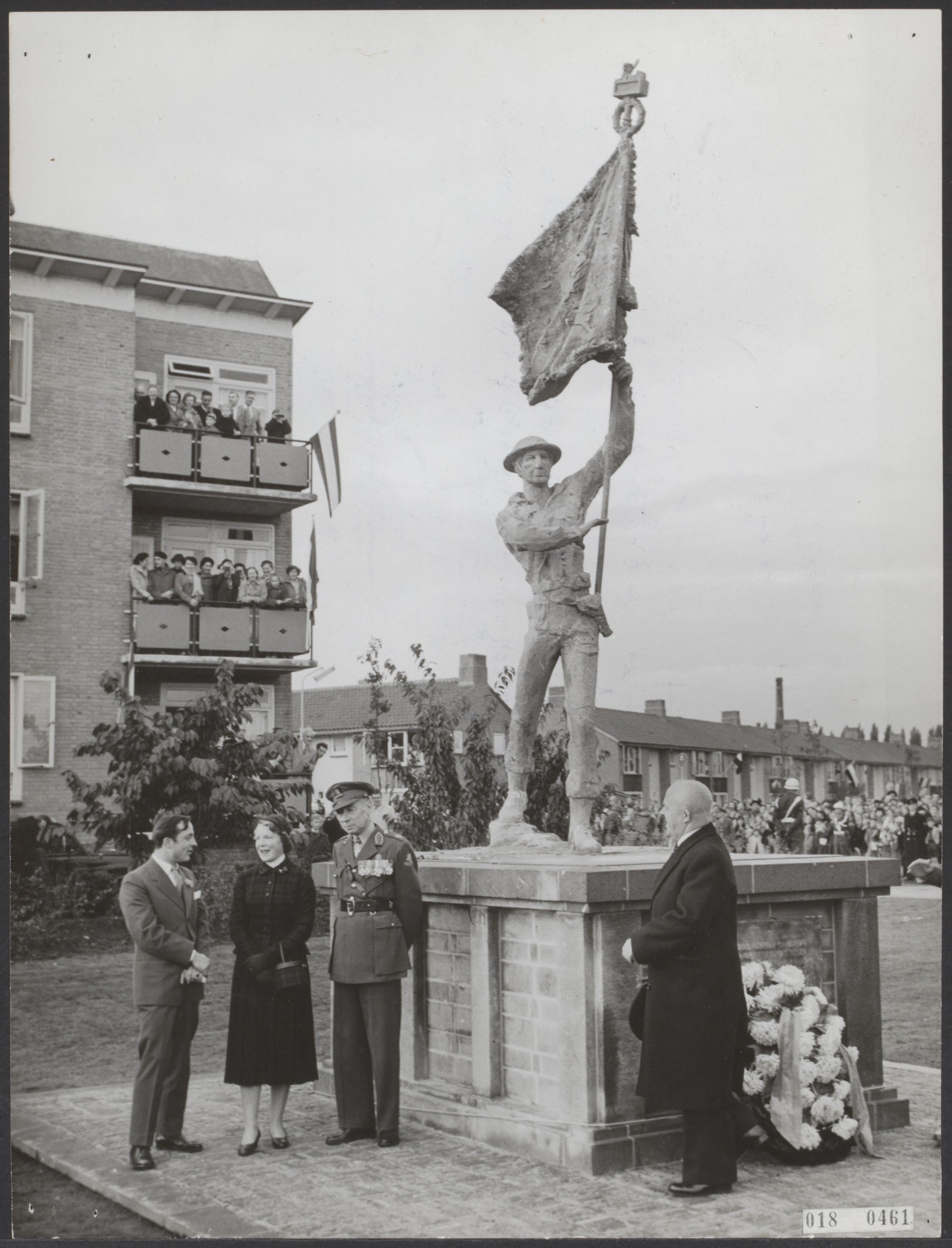
Monument in Tilburg
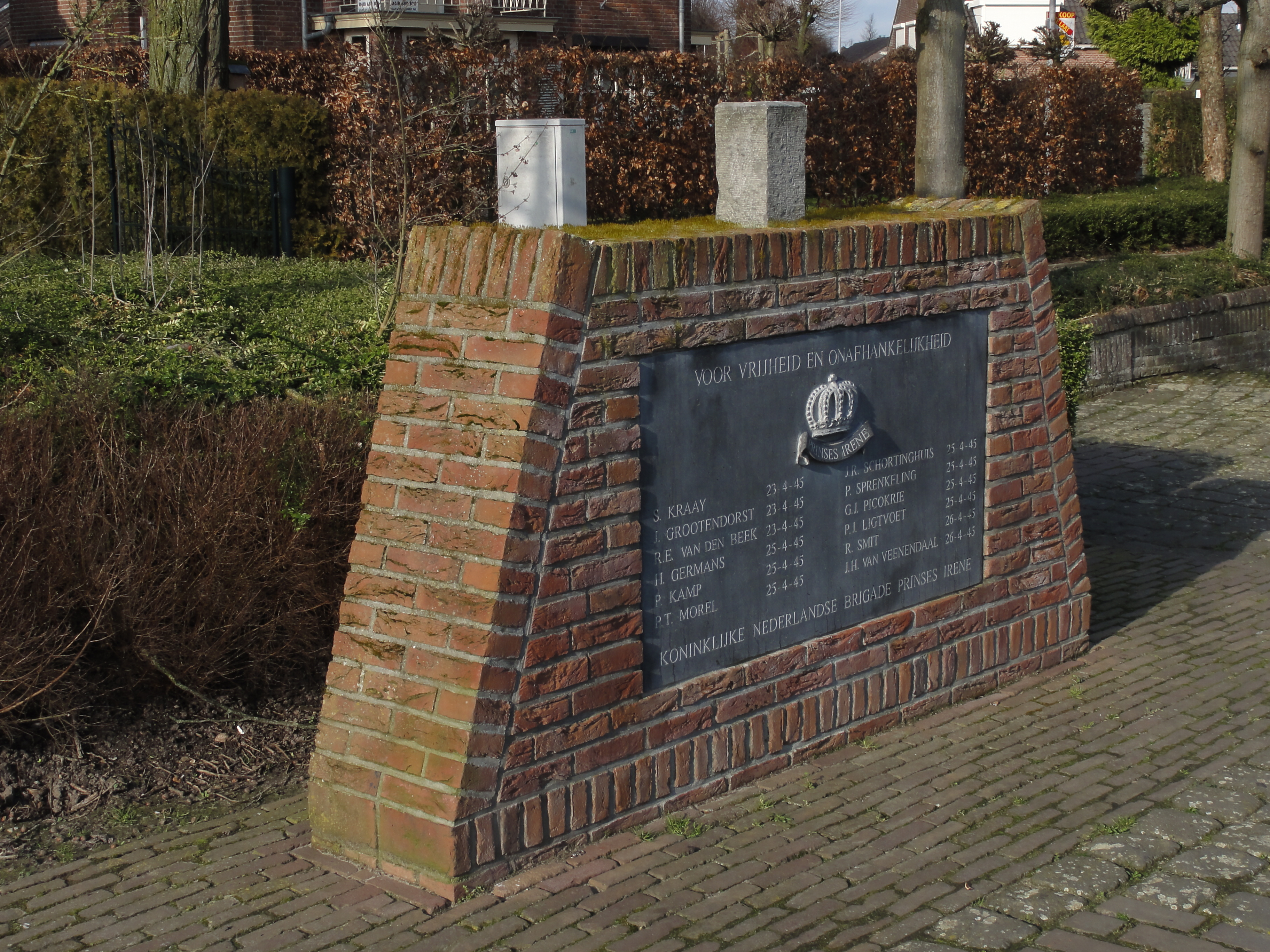
Monument in Hedel
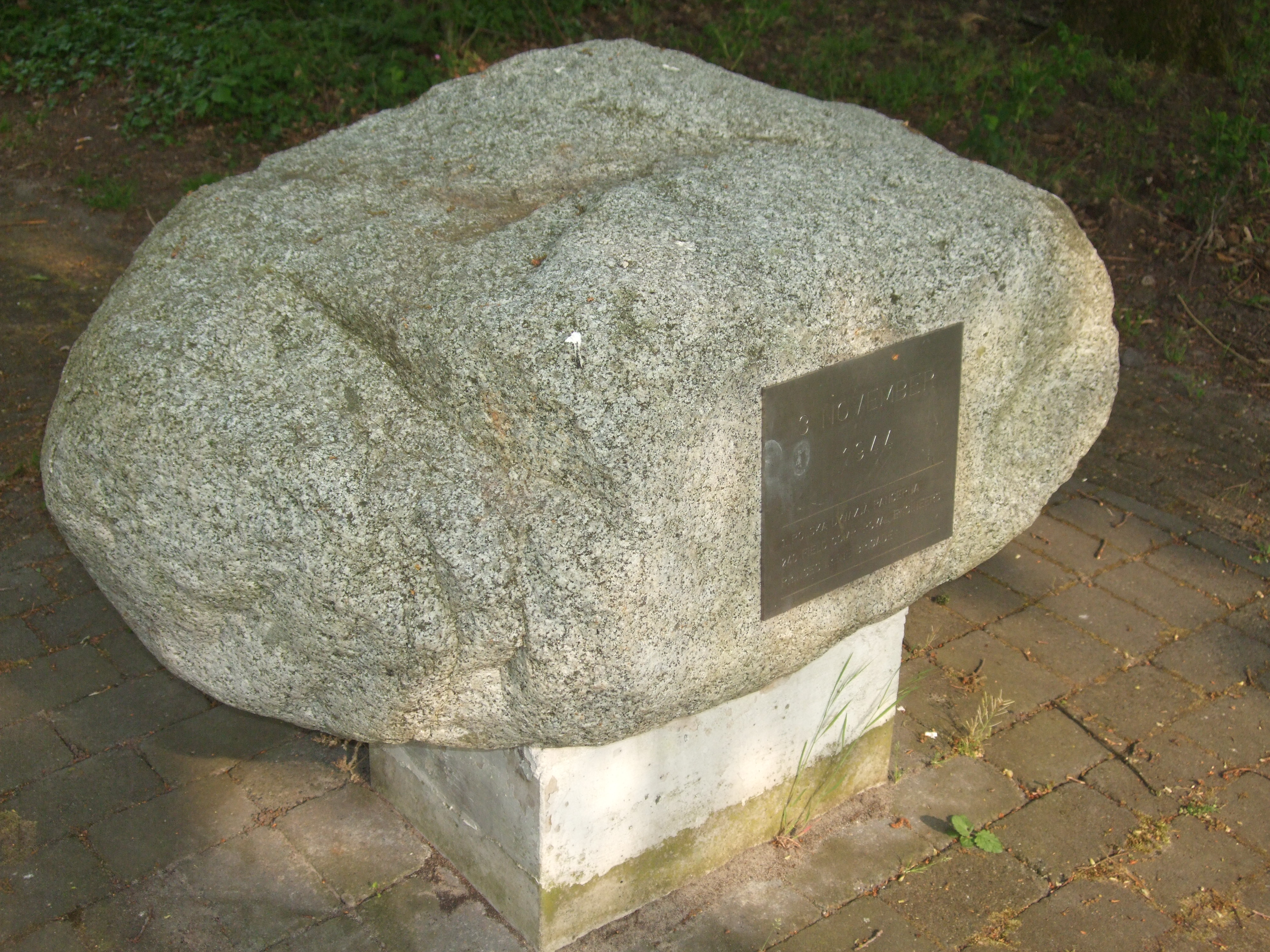
Monument in Oosterhout
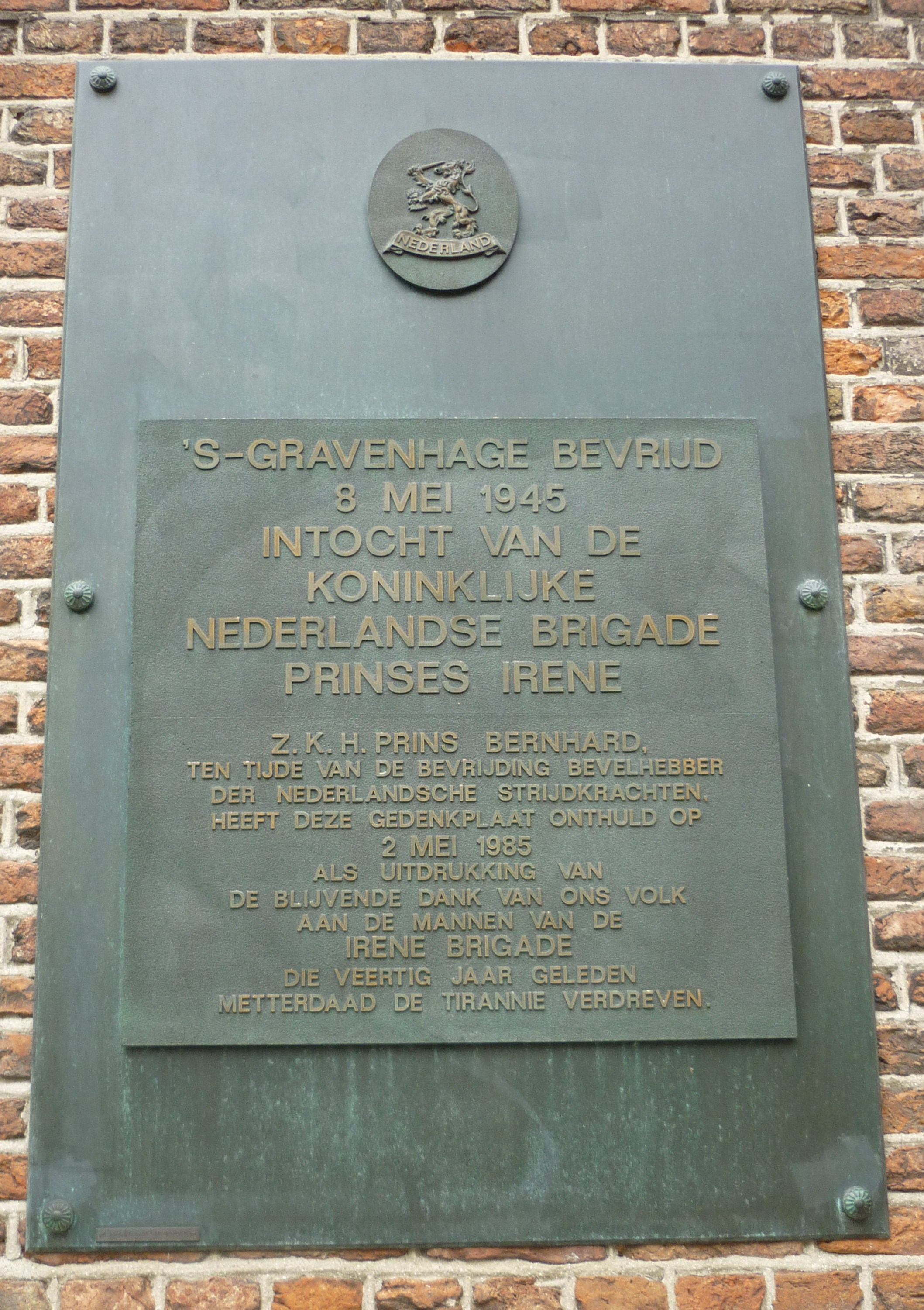
Plaquette in Den Haag

## Herdenkingen
Ieder jaar wordt op 8 mei bij de plaquette op het oude stadhuis op de Groenmarkt in Den Haag herdacht dat de Prinses Irene Brigade Den Haag introk. Prinses Irene was daarbij op ieder lustrumjaar aanwezig, in 2010 werd zij vertegenwoordigd door haar zoon Jaime de Bourbon de Parme.
Sinds 2010 wordt daarna de bevrijding herdacht bij het Irenemonument op de Burgemeester De Monchyplein. In 2011 werd herdacht dat de Brigade 70 jaar geleden werd opgericht.

## Voortzetting traditie

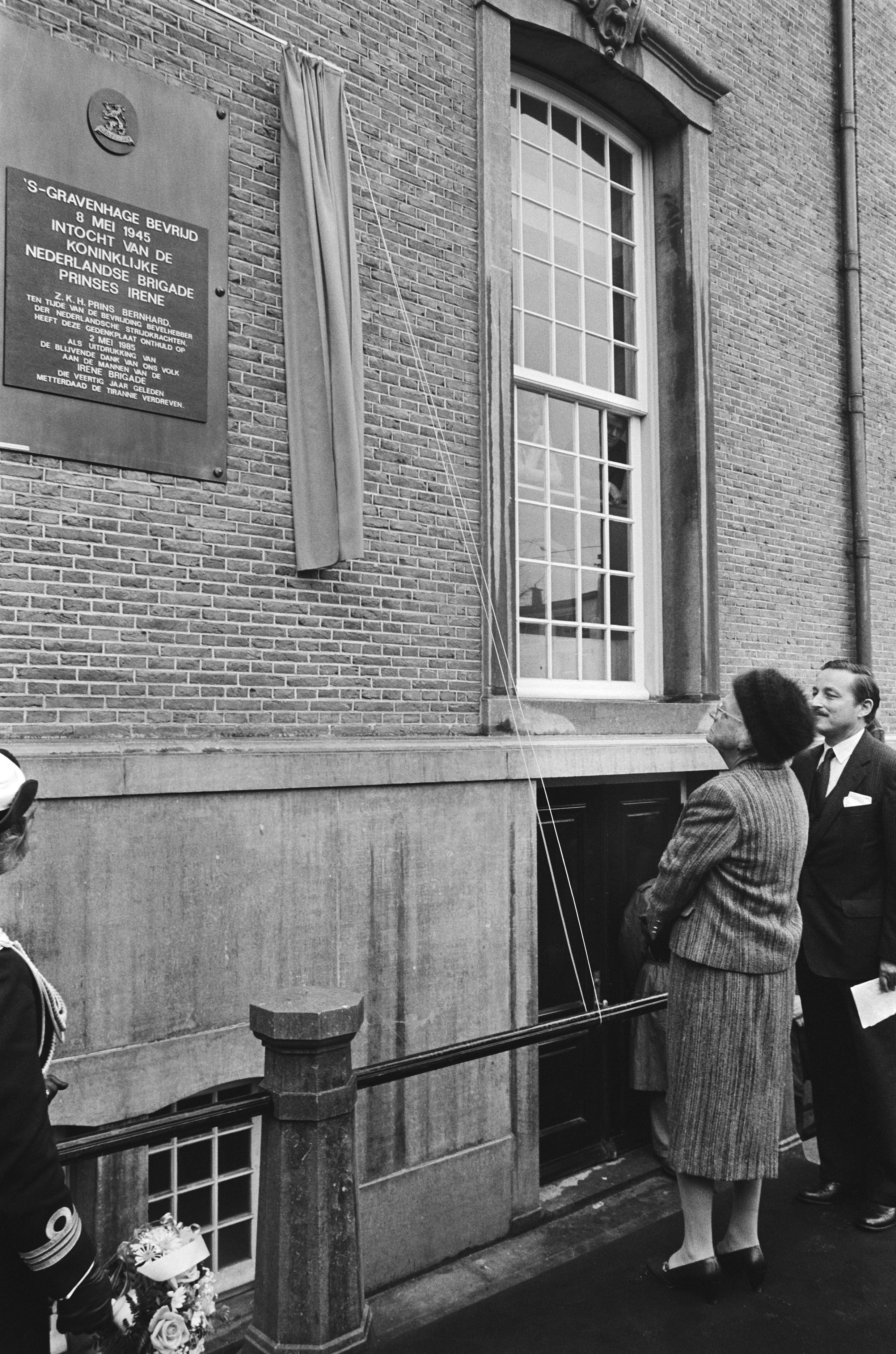
Prinses Juliana na de onthulling van de plaquette (2-5-1985)

Bij de officieuze opheffing van de Koninklijke Nederlandse Brigade 'Prinses Irene' op 16 juli 1945 maakte prins Bernhard bekend dat de naam van de Brigade zou voortleven in een nieuw op te richten regiment. Een maand later werd het 1ste Bataljon Koninklijk Nederlands Regiment Prinses Irene opgericht. Het bataljon bleef de eerste paar maanden in Den Haag en vertrok in november naar Schoonhoven. Het allerlaatste optreden van vaandel en vaandelwacht was op 20 november 1945 op het Binnenhof tijdens de opening van de voorlopige Staten-Generaal. Rudi Hemmes was daarbij commandant-vaandelwacht.
In 1947 werd de Vereniging van Oud Strijders der Kon. Ned. Brigade Prinses Irene opgericht. Iedere vijf jaar wordt de vereniging door het stadsbestuur van Den Haag uitgenodigd voor een bevrijdingsherdenking. Op 2 mei 1988 onthulde prinses Juliana een plaquette om de intocht van de Brigade in Den Haag te herdenken. Deze plaquette was toen op het stadhuis aangebracht en werd later verplaatst naar de ernaast gelegen Grote Kerk.
De tradities van de Prinses Irene Brigade leven voort in het 17e pantserinfanteriebataljon Garderegiment Fuseliers Prinses Irene, gestationeerd in de Generaal Majoor de Ruyter van Steveninckkazerne in Oirschot. Tot 1992 werd dit gedaan door het 13e pantserinfanteriebataljon Garde Fuseliers Prinses Irene (GFPI) in Schalkhaar.
De fuseliers zijn ieder jaar aanwezig op Prinsjesdag bij de opening van de Staten-Generaal, evenals enkele veteranen van de oude Irene Brigade. Iedere vijf jaar wordt de bevrijding uitgebreid herdacht bij de plaquette in Den Haag. Prinses Irene is dan aanwezig bij de kransleggingen en het defilé.